# Fridtjof Nansen

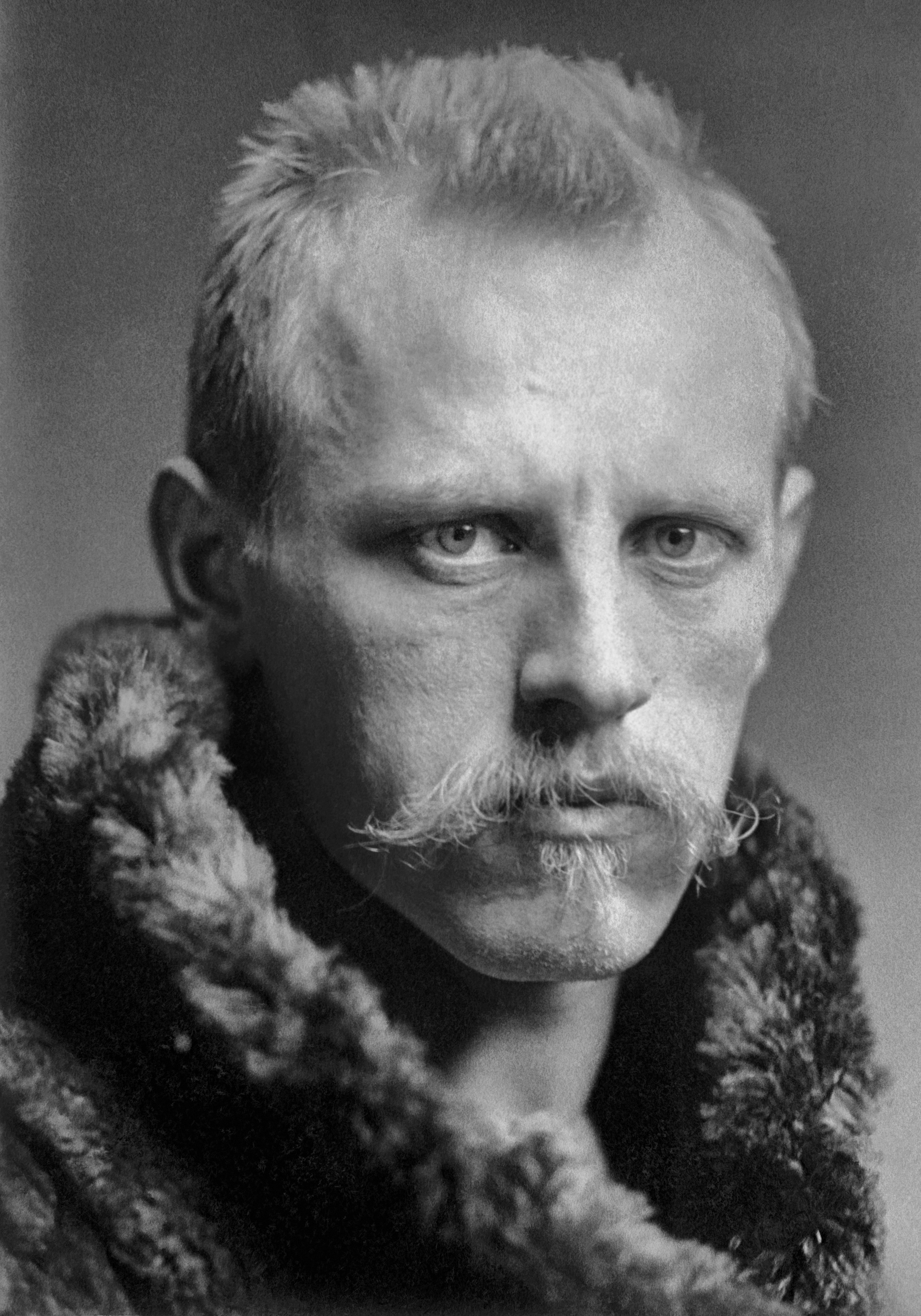
Fridtjof Nansen (1897)

Fridtjof Wedel-Jarlsberg Nansen (* 10. Oktober 1861 in Store Frøen bei Christiania, heute Oslo; † 13. Mai 1930 in Lysaker) war ein norwegischer Zoologe, Neurohistologe, Polarforscher, Ozeanograph, Diplomat und Friedensnobelpreisträger.
Nansen studierte Zoologie an der Universität von Christiania und war später als Kurator des Bergen Museums tätig, wo er eine Doktorarbeit über das Zentralnervensystem wirbelloser Meerestiere verfasste, die bedeutende Beiträge zu den Grundlagen der modernen Neurologie lieferte. Ab 1897 widmete er sich der damals noch jungen Forschungsdisziplin Ozeanographie, unternahm hierzu mehrere Forschungsreisen hauptsächlich in den Nordatlantik und war an der Entwicklung von Gerätschaften für die Meeresforschung beteiligt.
In seiner Tätigkeit als Polarforscher durchquerte er 1888 als Erster Grönland über das Inlandeis und stellte während seiner Nordpolarexpedition (1893–1896) gemeinsam mit Fredrik Hjalmar Johansen am 8. April 1895 mit einer geographischen Breite von 86° 13,6' N einen neuen Rekord in der bis dahin größten erreichten Annäherung an den geographischen Nordpol auf. Er revolutionierte die Techniken des polaren Reisens und beeinflusste damit alle nachfolgenden Expeditionen in Arktis und Antarktis.
Bei den Bestrebungen zur politischen Unabhängigkeit Norwegens nahm Nansen als einer der angesehensten Bürger seines Landes eine Schlüsselfunktion ein. Im Jahr 1905 war er ein vehementer Verfechter der Beendigung der seit 1814 bestehenden schwedisch-norwegischen Personalunion und half bei der Inthronisation des damaligen Prinzen von Dänemark zum norwegischen König Haakon VII. Zwischen 1906 und 1908 arbeitete Nansen im diplomatischen Dienst in London, wo er an den Verhandlungen zur völkerrechtlichen Anerkennung der Souveränität Norwegens beteiligt war.
Im letzten Jahrzehnt seines Lebens diente Nansen als Delegierter und Hochkommissar für Flüchtlingsfragen dem nach dem Ersten Weltkrieg gegründeten Völkerbund. In dieser Zeit initiierte er den nach ihm benannten Nansen-Pass für staatenlose Flüchtlinge. Hierfür und für seine Verdienste um die internationale Flüchtlingshilfe erhielt er 1922 den Friedensnobelpreis.

## Herkunft, Kindheit und Jugend

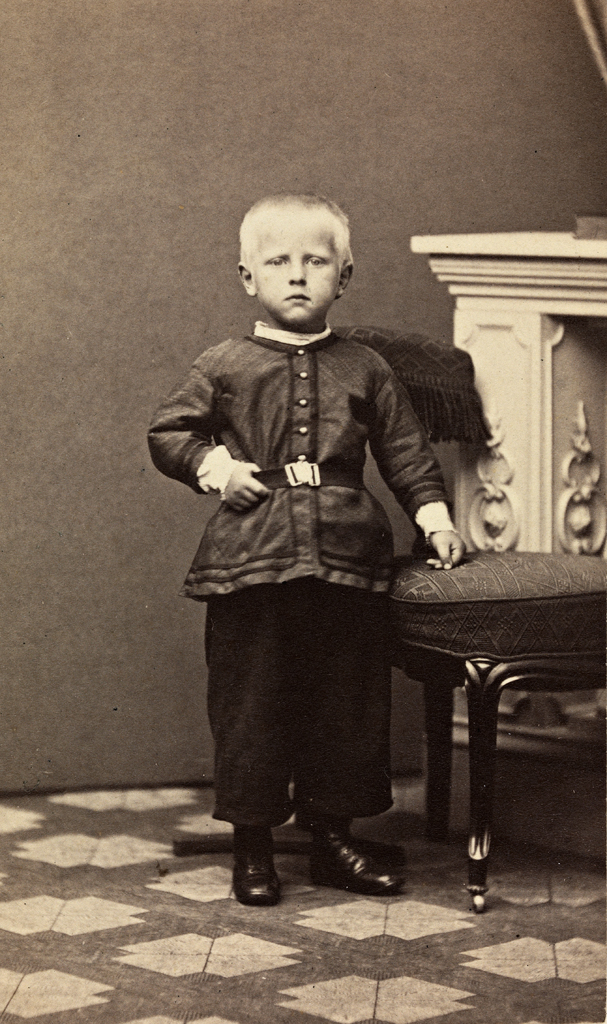
Fridtjof Nansen im Alter von vier Jahren

Nansens Vorfahren stammten aus Dänemark. Zu ihnen zählt der Geschäftsmann und spätere Bürgermeister von Kopenhagen Hans Nansen (1598–1667), der zur Erschließung neuer Handelsrouten nach Russland an frühen Erkundungsfahrten in die Region des Weißen Meeres teilgenommen hatte und Autor des geografischen Handbuchs Compendium Cosmographicum von 1633 ist. Das erste in Norwegen ansässige Familienmitglied war Nansens Urgroßvater Ancher Antoni Nansen (1729–1765), der Kopenhagen in den 1750er Jahren in die neue Heimat verließ. Dessen Sohn, Hans Leierdahl Nansen (1764–1821), war zunächst Amtsrichter im Bezirk Trondheim und später in Jæren. Nachdem Norwegen durch den Kieler Frieden vom 14. Januar 1814 seine Unabhängigkeit von Dänemark erlangt hatte, wurde er Abgeordneter des Storting. Dort war er einer der Verfechter der aus dem Schwedisch-Norwegischen Krieg im August 1814 hervorgegangenen schwedisch-norwegischen Personalunion, zu deren Auflösung sein Enkel 91 Jahre später beitrug.
Fridtjof Nansen wurde 1861 als zweites Kind des wohlhabenden Rechtsanwalts Baldur Nansen (1817–1885), des Sohns von Hans Leierdahl Nansen, und dessen zweiter Ehefrau Adelaide Johanne Thekla Isidore Wedel-Jarlsberg (1821–1877) auf dem Anwesen Store Frøen (frei übersetzt: Die große fruchtbare Wiese) nördlich von Christiania geboren. Ihr erster Sohn, den sie ebenfalls Fridtjof getauft hatten, war 1859 geboren worden, jedoch bereits im Säuglingsalter gestorben. Das dritte Kind war Fridtjofs jüngerer Bruder Alexander (1862–1945). Nansens Mutter war die Nichte von Hermann von Wedel-Jarlsberg, der zu den Vätern der norwegischen Verfassung gehört. Die verwitwete Adelaide, deren erster Mann 1853 an der Cholera verstorben war, brachte fünf Kinder (drei Söhne und zwei Töchter) in die 1858 mit Baldur Nansen geschlossene Ehe ein. Aus Baldur Nansens vorheriger Ehe stammte ein Sohn namens Moltke (1854–1867). Baldurs erste Frau war kurz nach der Geburt an Kindbettfieber gestorben.
Nansens Kindheit und Jugendzeit waren geprägt von der ländlichen Umgebung seines Elternhauses. Ab 1868 besuchte er die Schule in Christiania und galt als fleißiger Schüler, ohne jedoch besondere Vorlieben für ein Fach zu entwickeln. Zu seinen Freizeitbeschäftigungen gehörte das Jagen und Fischen. Zeitweilig unternahm er auf sich allein gestellt ausgedehnte Expeditionswanderungen durch die benachbarten Wälder der Nordmarka, wo er nach eigenen Worten „wie Robinson Crusoe“ lebte. Die Erziehung durch seinen tief religiösen Vater vermittelte ihm Pflichtbewusstsein und moralische Grundsätze. Angeleitet durch seine sportlich ambitionierte Mutter war er von frühester Jugend an ein begeisterter Schwimmer, Eisschnellläufer und Skisportler. Im Alter von zehn Jahren begann er auf den Hügeln von Ullern mit dem Skispringen, was ihn beinahe das Leben kostete. Nansen überlebte einen schweren Sturz nahezu unverletzt. Trotz dieses Zwischenfalls blieb die Leidenschaft für den Wintersport ungebrochen. Weihnachten 1882 fuhr er auf Skiern eine Tour, die einem Gewaltmarsch gleichkam, von Bergen nach Christiania und zurück. Einige Quellen berichten zudem, dass er zwölf Mal die nationalen Meisterschaften im Skilanglauf gewann und im Alter von 18 Jahren einen Weltrekord im Eisschnelllauf über die Distanz von einer Meile aufstellte.
Nansens Leben erfuhr im Sommer 1877 eine Zäsur, als seine Mutter unerwartet starb. Sein Vater verkaufte den Familiensitz Store Frøen und zog mit den noch unmündigen Söhnen Fridtjof und Alexander nach Christiania.

## Studienzeit

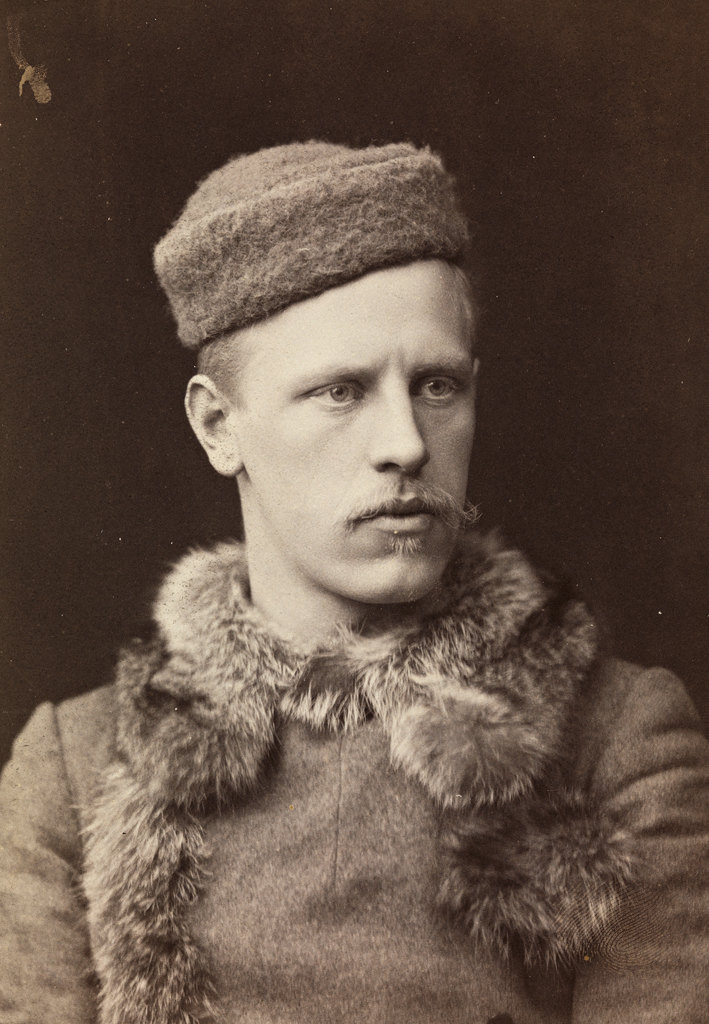
Nansen im Jahr seiner Dissertation (1888)

Nachdem er die Lateinschule in Christiania absolviert und 1880 die Abiturprüfung bestanden hatte, meldete Nansen sich zunächst als Kadett an der Kriegsschule an. In der Absicht, an der Kongelige Frederiks Universitet in Christiania Medizin zu studieren, zog er die Anmeldung wieder zurück. Schließlich entschied er sich für das Studium der Zoologie, weil er nach eigener Aussage hoffte, hierdurch ein Leben in der freien Natur führen zu können, und immatrikulierte sich noch 1880. Seine Studienzeit begann im Frühjahr 1881. Im Folgejahr entschied sich Nansen „zu einem […] folgenschweren Schritt, der mich vom rechten Weg eines geruhsamen wissenschaftlichen Lebens abbrachte.“ Sein Dozent, der Zoologe Robert Collett (1842–1913), schlug ihm vor, eine Expedition in arktische Gewässer zu unternehmen, um zoologische Studien vor Ort durchführen zu können. Nansen griff diesen Vorschlag begeistert auf und traf Vorbereitungen zu einer Fahrt an Bord des Robbenfängers Viking unter Kapitän Axel Krefting (1850–1886), den er kurz zuvor kennengelernt hatte. Die Reise begann am 11. März 1882 und dauerte fünf Monate. In den Wochen vor Beginn der Robbenjagd führte Nansen ozeanographische Studien durch. Mit experimentellen Ansätzen konnte er nachweisen, dass die Eisbildung im Meerwasser an der Oberfläche und nicht, wie bisher vermutet, in tieferen Schichten stattfindet. Zudem fand er heraus, dass der warme Golfstrom unterhalb einer Schicht kalten Salzwassers verläuft. Die Viking kreuzte auf der Suche nach Robbenherden zu Beginn der Fahrt in den Gewässern zwischen Grönland, Jan Mayen und Spitzbergen. Bei der Jagd erwies er sich als guter Schütze. Nansen erinnerte sich, dass seine Jagdgruppe an einem Tag 200 Robben erlegte. Im Juli wurde die Viking in Sichtweite einer bis dahin nicht kartierten Region der grönländischen Küste vom Packeis eingeschlossen. Nansens Wunsch, über das Meereis die Küste zu Fuß zu erreichen, erfüllte sich nicht. Kapitän Krefting schlug seine Bitte aus, einen Anlandungsversuch unternehmen zu dürfen, da er befürchtete, Nansen würde beim Aufbrechen des Eises nicht rechtzeitig für die Weiterfahrt zum Schiff zurückkehren. In dieser Zeit entwickelte Nansen die Idee, das Innere Grönlands zu untersuchen oder gar die Insel über den Eisschild hinweg zu durchqueren. Am 17. Juli 1882 kam die Viking aus dem Packeis frei und kehrte im August nach Norwegen zurück.

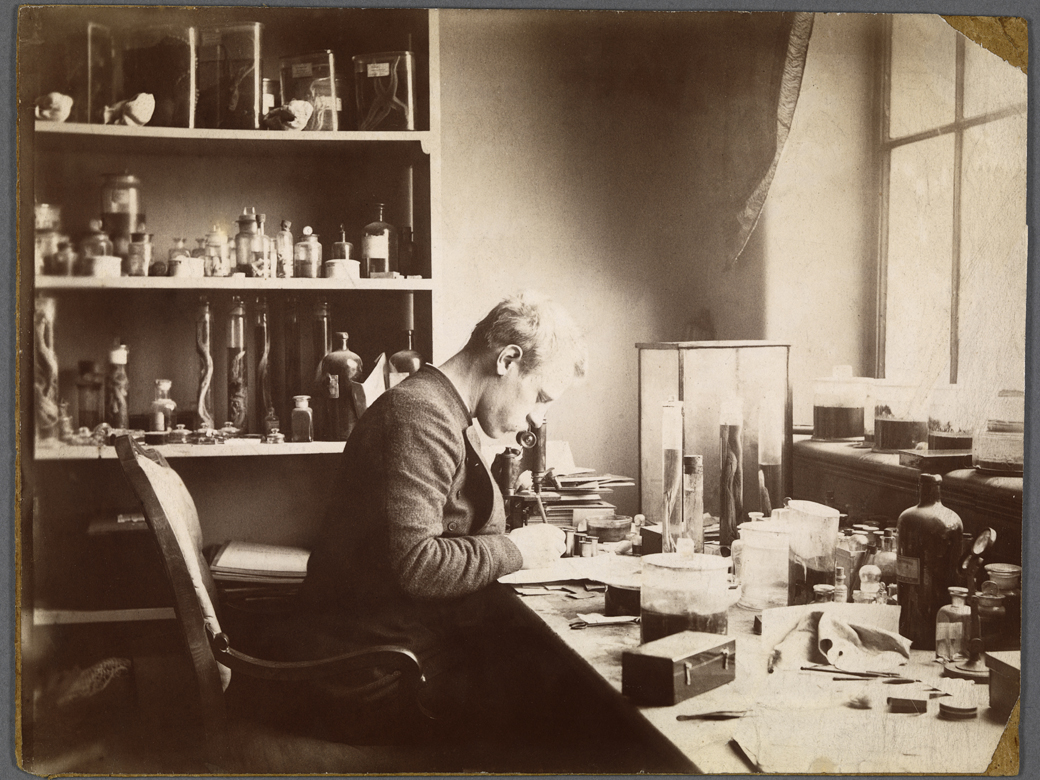
Nansen am Mikroskop in seiner Zeit am Bergen Museum

Nansen nahm nach seiner Rückkehr sein formelles Studium an der Universität nicht wieder auf. Stattdessen wurde er auf Empfehlung Colletts im Herbst 1882 Kurator der zoologischen Abteilung des Bergen Museum. Insgesamt bekleidete Nansen diese Position sechs Jahre lang. In Bergen kam er mit so namhaften Forschern wie Gerhard Armauer Hansen, dem Entdecker des Lepraerregers, und Daniel Cornelius Danielssen zusammen, der als Direktor des Bergen Museum dieses von einer rückständigen naturhistorischen Sammlung in eine bedeutende Forschungs- und Ausbildungseinrichtung umgewandelt hatte. Nachdem Nansen zunächst anatomische und histologische Studien an Borstenwürmern aus der Familie der Myzostomidae vorgenommen und hierzu 1885 eine umfangreiche Arbeit veröffentlicht hatte, spezialisierte er sich auf dem Gebiet der bis dahin noch nahezu unbearbeiteten Neuroanatomie. Sein besonderes Interesse galt dem Zentralnervensystem morphologisch ursprünglicher mariner Chordaten (Seescheiden und Schleimaale der Art Myxine glutinosa). Während einer Auslandsreise im Rahmen eines Sabbaticals zwischen Februar und August 1886 besuchte er Ernst Haeckel in Jena und erlernte in Pavia bei Camillo Golgi die als „reazione nera“ (deutsch: „schwarze Reaktion“) bezeichnete Technik zur präparativen Färbung von Nervengewebe mittels Silbernitrat (Golgi-Färbung) und stellte damit als Erster die gesamte Neuroglia des Rückenmarks bei einem Wirbeltier (Myxine glutinosa) dar. In einer ersten Veröffentlichung seiner Forschungsarbeiten stellte er die These auf, dass es keine gesicherten Erkenntnisse über die bis zum damaligen Zeitpunkt angenommene „Anastomose oder Vereinigungen der verschiedenen Ganglionzellen“ gebe. Nansens Arbeiten bildeten eine der Grundlagen für die sogenannte „Neuronentheorie“ zum Aufbau des Nervensystems, nach der die Nervenbahnen aus einzelnen Zellen bestehen, die miteinander kommunizieren. Seine Ergebnisse wurden durch die zeitgleich durchgeführten Arbeiten des Embryologen Wilhelm His und des Hirnforschers Auguste Forel bestätigt. Im Jahr 1887 veröffentlichte er die Schrift Struktur und Verbindung der histologischen Elemente des zentralen Nervensystems, die er 1888 als seine Dissertation verteidigte.

## Durchquerung Grönlands

### Planung und Vorbereitung

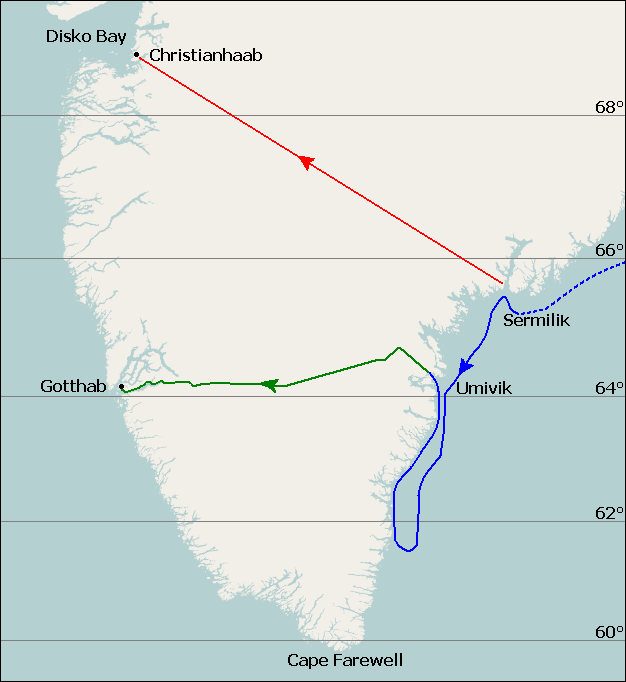
Nansens Grönlanddurchquerung 1888
Die gepunktete Linie zeigt die Fahrt der Jason bis zum 17. Juli. Die durchgezogene Linie zeigt die Eisdrift bis zum 29. Juli und die Küstenwanderung bis zum 11. August.
Die ursprünglich geplante Route von Sermilik nach Christianshåb.
Die wirkliche Route vom 15. August bis 3. Oktober.

Die Idee zur Durchquerung Grönlands entstand während Nansens Reise auf der Viking. Gebunden durch seine Tätigkeit am Bergen Museum und einen vorübergehenden Aufenthalt an der Zoologischen Station Neapel konnte er seine Pläne erst nach den abgeschlossenen Forschungen zu seiner Doktorarbeit wieder aufnehmen. Vor ihm hatten bereits Adolf Erik Nordenskiöld (1883) und Robert Peary (1886) von der an der Westküste gelegenen Diskobucht Vorstöße über eine Strecke von maximal etwa 160 km in das Inselinnere unternommen. Im Unterschied zu deren Vorgehen beabsichtigte Nansen, Grönland von Ost nach West zu queren. Er hielt es für ein geringeres Risiko, eine Mannschaft an der unbewohnten Ostküste mit dem Schiff abzusetzen, statt sie dort nach einer Durchquerung aufnehmen zu müssen. Seit der Fahrt mit der Viking kannte er die dort anzutreffenden Bedingungen, in denen ein Schiff bei längerem Aufenthalt Gefahr lief, entweder durch Packeis festgesetzt oder durch sich auftürmende Eismassen, wie sie durch die vorherrschende Meeresströmung entstehen, beschädigt zu werden. Außerdem, so Nansens Überlegung, wäre die Mannschaft aufgrund der fehlenden Rückzugsmöglichkeiten in jedem Fall gezwungen, ihren Weg nach Westen fortzusetzen: „Würden sie [dagegen] von Westen aus starten, […] wäre es so gut wie sicher, dass sie niemals hinüber kommen. Die Fleischtöpfe Ägyptens lägen hinter ihnen und vor ihnen die unerforschte Eiswüste […].“
Nansen lehnte die Praxis vorangegangener Expeditionen ab, mit einer großen Teilnehmerzahl und hohem Materialaufwand vorzugehen. Stattdessen bestand seine Mannschaft nur aus sechs Männern. Er beabsichtigte, Ausrüstung und Versorgungsgüter auf eigens dafür präparierten Schlitten zu transportieren. Ein Großteil der Ausrüstung, darunter Kleidung, Schlafsäcke und Kochutensilien, ließ Nansen nach eigenen Entwürfen anfertigen. Die Presse kommentierte seine Pläne, die er im Januar 1888 in der norwegischen Zeitschrift Naturen bekanntgegeben hatte, skeptisch bis ablehnend. In einem Artikel der dänischen Zeitschrift Ny Jord hatte der Autor keinen Zweifel, „sollte Nansens Plan in der gegenwärtigen Form in die Tat umgesetzt werden, […] stehen die Chancen zehn zu eins, dass er […] sein Leben und möglicherweise das anderer völlig sinnlos wegwirft […].“ Das norwegische Parlament verweigerte eine finanzielle Unterstützung in der Meinung, ein solch riskantes Vorhaben nicht noch aufwerten zu dürfen. Die notwendigen Mittel trug Nansen durch eine Spende des dänischen Geschäftsmanns Augustin Gamél (1839–1904) sowie über eine Sammlung zusammen, welche norwegische Studenten für ihn durchgeführt hatten.
Trotz der negativen öffentlichen Resonanz erhielt Nansen zahlreiche Bewerbungen für die Teilnahme an seiner Expedition. Seine Hoffnung, erfahrene Skiläufer aus der Telemark rekrutieren zu können, erfüllte sich dagegen nicht. Nordenskiöld riet ihm, auf die Erfahrungen der Samen aus der nordnorwegischen Finnmark zurückzugreifen, und so nahm Nansen zwei von ihnen, Samuel Johannesen Balto (1861–1921) und Ole Nilsen Ravna (1841–1906), in seine Mannschaft auf. Die übrigen Teilnehmer waren der vormalige Schiffskapitän Otto Sverdrup, der zuletzt als Gelegenheitsarbeiter unter anderem in der Holz- und Forstwirtschaft tätig gewesen war, dessen Freund, der Bauer Kristian Kristiansen (1865–1943), und der Armeeoffizier Oluf Christian Dietrichson (1856–1942). Alle Expeditionsmitglieder waren vertraut im Umgang mit extremer Kälte und beherrschten das Skifahren. Die Expedition brach auf, noch bevor Nansen das Prüfungsergebnis seiner Disputation erfahren hatte.

### Expeditionsreise

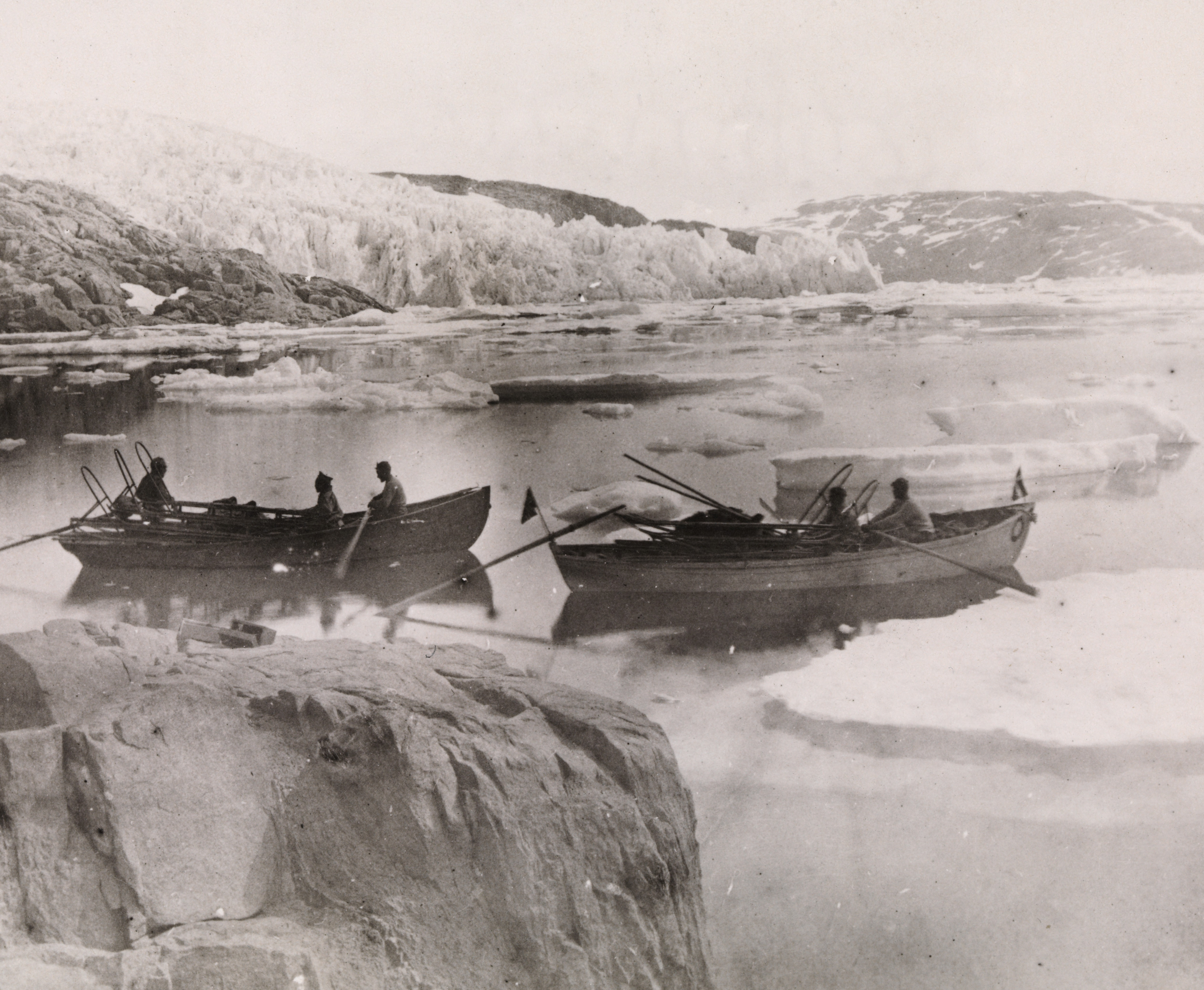
Expeditionsteilnehmer in Beibooten vor der Ostküste Grönlands

Am 3. Juni 1888 ging Nansens Mannschaft im isländischen Ísafjörður an Bord des Robbenfängers Jason unter Kapitän Johan Mauritz Jacobsen (1853–1945). Am 11. Juni kam erstmals die Ostküste Grönlands in Sichtweite. Dichtes Packeis verhinderte allerdings eine direkte Anlandung. Als sich das Schiff der Küste am 17. Juli bis auf 20 km genähert hatte, bestiegen Nansen und seine Männer zwei Beiboote in der Hoffnung, über eisfreie Kanäle den Sermilik bei Tasiilaq zu erreichen, der als Aufstiegsroute auf den grönländischen Eisschild in Frage kam.
Laut Kapitän Jacobsen verließ die Mannschaft die Jason „bei guter Laune und mit größter Hoffnung auf einen glücklichen Ausgang“, doch die ersten Tage waren von Fehlschlägen und Enttäuschungen geprägt. Der direkte Weg zur Küste blieb durch dichtes Eis versperrt. Schlechtes Wetter und eine starke Strömung trieben die Männer zudem weit nach Süden ab. Die meiste Zeit verbrachten sie auf dem Eis, da sie in den Booten Gefahr liefen, durch Eisdruck zu kentern. Am 29. Juli befanden sich die sechs Männer rund 380 km südlich der Position, an der sie die Jason verlassen hatten. Am selben Tag erreichten sie die Küste, jedoch zu weit südlich, um mit der geplanten Durchquerung beginnen zu können. Nach einer kurzen Rast beorderte Nansen die Männer, in den Booten gen Norden zu rudern.
In den folgenden zwölf Tagen bahnten sie sich ihren Weg entlang der Küstenlinie durch treibendes Eis. Bereits am ersten Tag trafen sie auf eine größere Inuit-Siedlung in der Nähe von Kap Bille (62° 0′ N, 42° 7′ W), und auch an den weiteren Tagen begegneten sie vereinzelt Einheimischen. Am 11. August hatten sie nach 200 km Wegstrecke nach Norden den Umiivikfjord (64° 19′ N, 40° 36′ W) erreicht. Obwohl sie noch weit von ihrem geplanten Startpunkt entfernt waren, entschied Nansen angesichts der fortgeschrittenen Jahreszeit, von hier aus mit dem Marsch zu beginnen. Nach einigen Tagen der Vorbereitung machten sich die Expeditionsteilnehmer am Abend des 15. August auf den Weg. Ihr Ziel, die Siedlung Christianshåb in der Diskobucht, lag 600 km in nordwestlicher Richtung von ihnen entfernt.

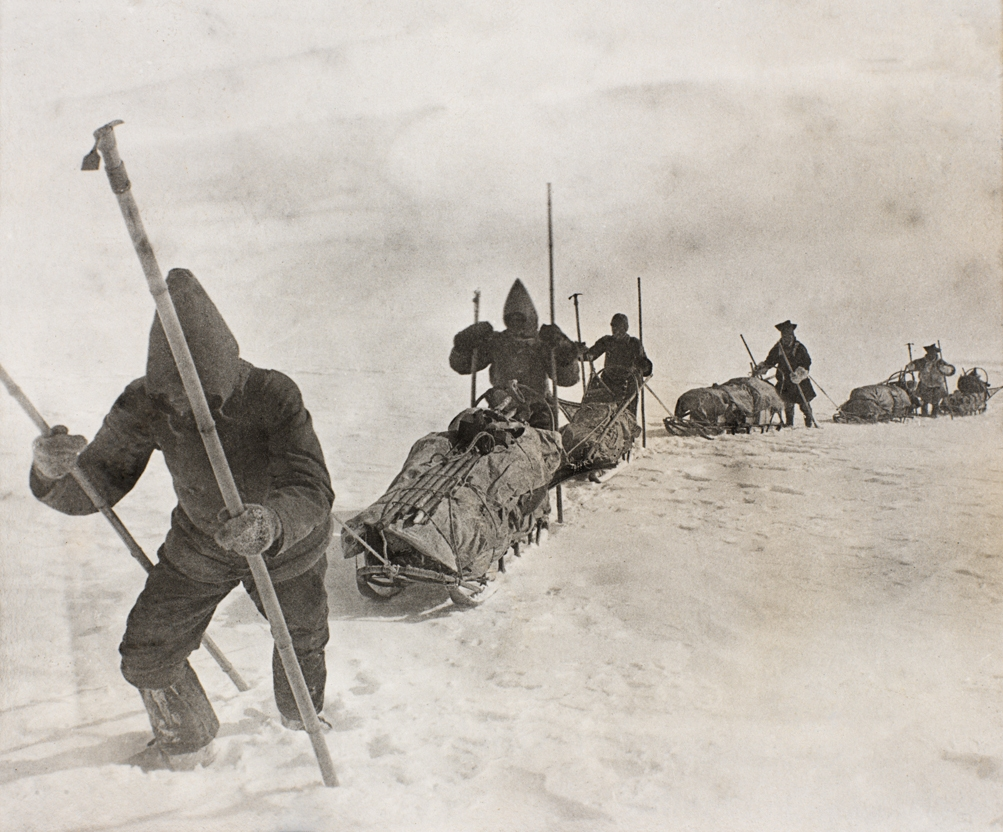
Expeditionsteilnehmer (v. l. n. r.: Sverdrup, Kristiansen, Dietrichson, Balto und Ravna) beim Marsch über das Inlandeis

In den ersten Tagen ihres Marsches kämpften sich die Männer mit ihren Schlitten im Schlepptau in kontinuierlichem Anstieg auf Eis mit verborgenen Gletscherspalten ins Landesinnere vor. Das Wetter war überwiegend schlecht; zwischenzeitlich wurde die Mannschaft durch einen heftigen Sturm und Dauerregen gestoppt. Am 26. August erkannte Nansen, dass ihre Chancen verschwindend gering waren, bis Mitte September nach Christianshåb zu gelangen, um dort das letzte Schiff für ihre Rückreise rechtzeitig erreichen zu können. Er entschied, nunmehr in direkter westlicher Richtung Godthåb anzusteuern, das noch 150 km von ihnen entfernt lag. Nach Nansens Darstellung „begrüßte [die Mannschaft] die Änderung des Plans mit Beifall.“ Der Aufstieg auf den Eisschild setzte sich fort, bis sie am 11. September bei nächtlichen Temperaturen von −46 °C eine Höhe von 2719 Metern über dem Meeresspiegel erreichten. Von da an wurde ihr Weg durch ein leichtes Gefälle einfacher, wenngleich das Gelände unvorhersehbar und das Wetter unangenehm blieben. Neuschnee, der gemäß Nansens Schilderung so stumpf war, als zöge man die Schlitten über Sand, erschwerte ihr Vorwärtskommen. Am 26. September erreichten die Männer den Ameralikfjord (64° 7′ N, 51° 0′ W). Aus Weidenruten, Teilen ihrer Zelte und eines Transportschlittens konstruierten sie notdürftig ein Boot, in dem Nansen allein mit Sverdrup am 29. September zur letzten Etappe ihrer Reise aufbrach. Nach weiteren 100 km gelangten beide Männer schließlich am 3. Oktober nach Godthåb, wo sie der dänische Statthalter begrüßte. Von diesem erfuhr Nansen, dass ihm der Doktortitel (norwegisch: dr. philos., englisch: Ph.D.) verliehen worden war; eine Angelegenheit, „die in diesem Moment nicht weiter entfernt von meinen Gedanken hätte liegen können.“ Für den Marsch durch Grönland hatten sie 49 Tage benötigt; insgesamt waren 78 Tage vergangen, seit die Mannschaft die Jason verlassen hatte. Es wurden zwei Boote ausgesendet, um die übrigen Expeditionsteilnehmer zu holen. Am 12. Oktober waren die Männer wieder vereint.

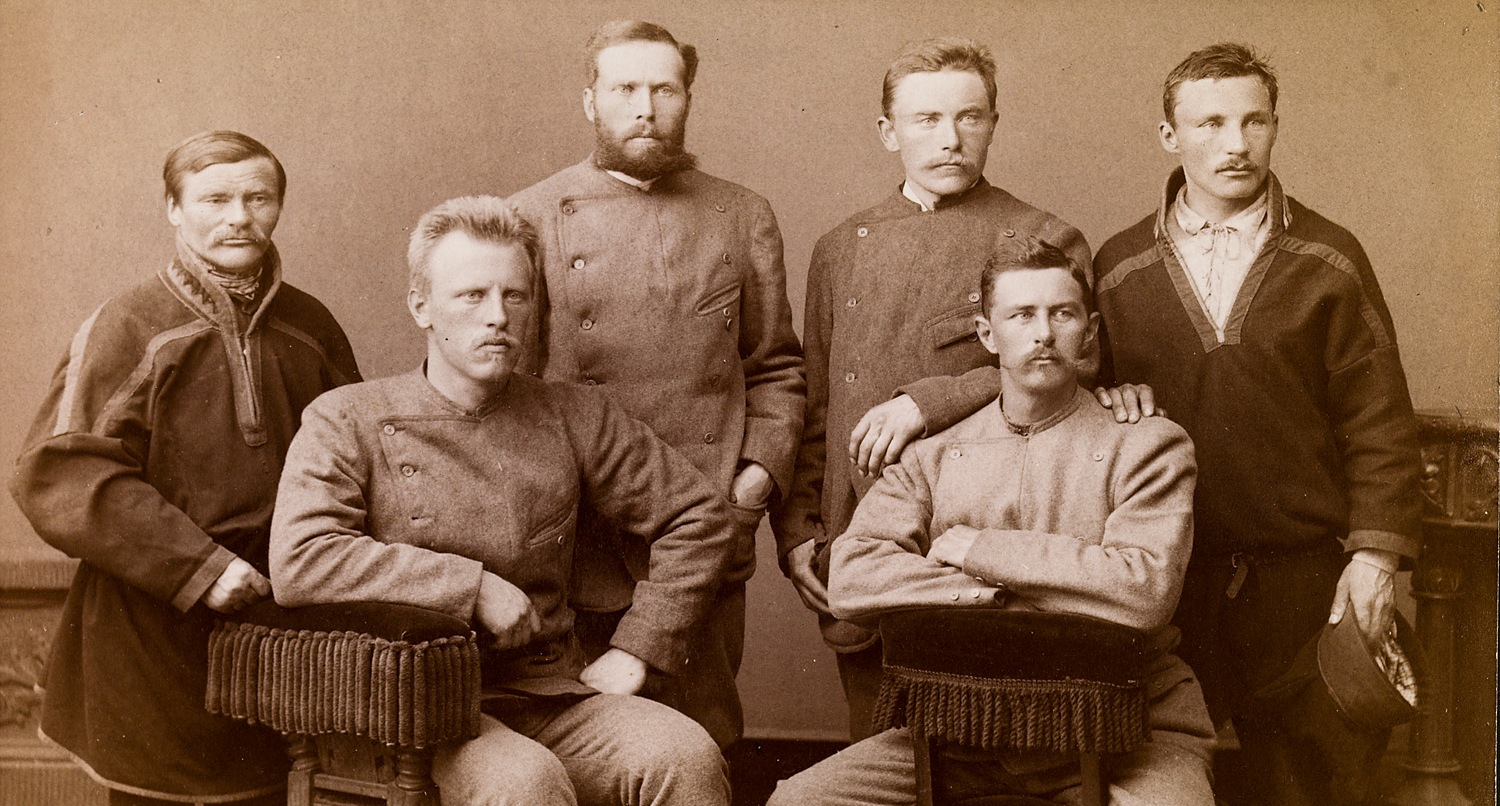
Die Mannschaft der Grönland-Expedition nach ihrer Rückkehr nach Norwegen (v. l. n. r.: Ravna, Nansen, Sverdrup, Kristiansen, Dietrichson, Balto)

Der Herbst war inzwischen so weit fortgeschritten, dass kein Schiff mehr von Godthåb nach Europa fuhr. Nansen beauftragte einen Inuk, mit dem Kajak zum 300 km südlich gelegene Ivigtût zu fahren und dort Nachrichten zum erfolgreichen Verlauf der Expedition mit dem letzten Transportschiff nach Dänemark und Norwegen zu versenden. Für Nansens und Sverdrups spätere Unternehmungen stellte sich der Zwangsaufenthalt als günstig heraus. Während der sieben Monate dauernden Überwinterung in Godthåb studierten sie die Lebensweise der Inuit und erlernten Techniken zum Überleben in der Arktis und zum Gebrauch von Hundeschlitten als Transportmittel. Seine Erinnerungen an die gemeinsame Zeit mit den Inuit hielt Nansen später im Buch Eskimoliv (deutsche Fassung: Eskimoleben) fest. Am 25. April 1889 fuhren Nansen und seine Männer an Bord der Hvidbjørnen von Godthåb zunächst nach Dänemark, „[…] nicht ohne Bedauern diesen Ort und diese Menschen [zu verlassen], unter denen wir uns so wohlfühlten.“ Nach einem Zwischenaufenthalt in Kopenhagen trafen die Expeditionsteilnehmer an Bord des Postschiffs M. G. Melchior, das bei der Fahrt durch den Christianiafjord von Hunderten Booten begleitet wurde, am 30. Mai 1889 in Christiania ein.
Mit seiner Expedition gelang Nansen der Nachweis, dass das Innere Grönlands von Schnee und Eis bedeckt ist. Hinzu kamen neue Erkenntnisse und Beobachtungen zur Geographie und vor allem zur Ausdehnung und Bewegung der Gletscher Grönlands. Seine Messungen trugen zum besseren Verständnis der meteorologischen Verhältnisse und der Wetterentstehung in Europa und im nördlichen Atlantik bei.

## Zeit nach der Grönland-Expedition und Heirat

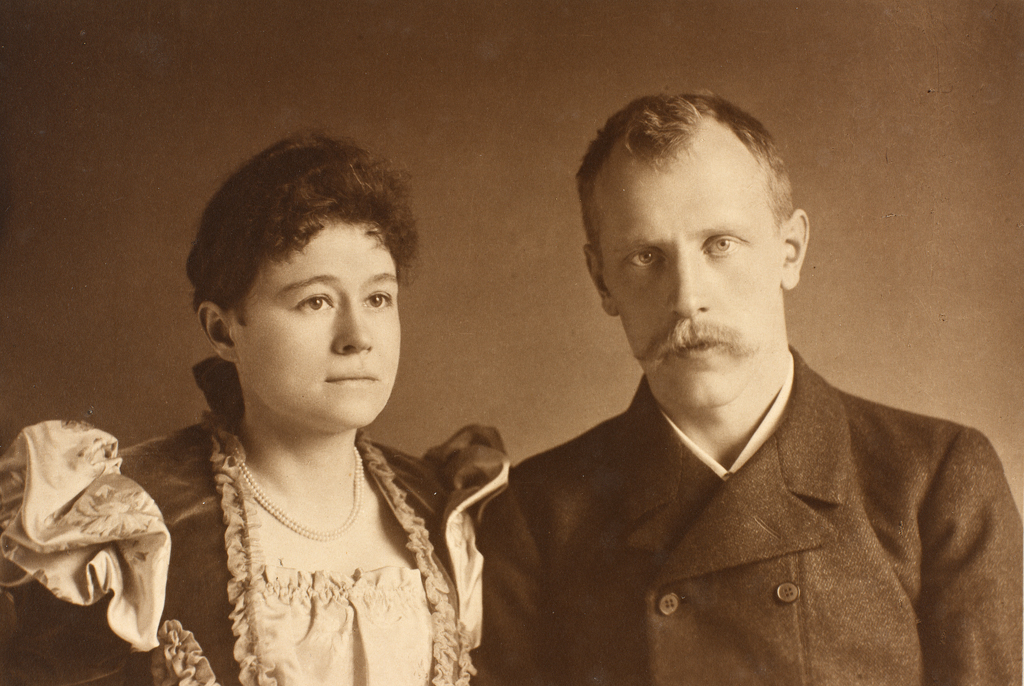
Fridtjof und Eva Nansen (1897)

Nansen und seine Männer wurden in Christiania von rund 40.000 Schaulustigen, etwa einem Drittel der Einwohner der Stadt, empfangen. Nansens Nachrichten zum erfolgreichen Verlauf der Grönland-Expedition waren in Dänemark und Norwegen bereits im vergangenen Oktober eingetroffen. Die Begeisterung und das Interesse an den Erfolgen der Expedition führten noch im gleichen Jahr zur Gründung der Norwegischen Geographischen Gesellschaft. Zudem gewann der Skisport in Norwegen durch Nansens Grönlanddurchquerung enorm an Popularität.
In der Folge nahm Nansen eine Stelle als Kurator der zoologischen Sammlung der Universität von Christiania an, die ihn zu nichts verpflichtete und für ein geregeltes Einkommen sorgte. Die Universität begnügte sich damit, sich mit Nansens gutem Namen zu schmücken. Seine sich selbst auferlegte Hauptaufgabe bestand darin, die Ergebnisse seiner Grönlandexpedition zu veröffentlichen. Im Juni 1889 besuchte er London, wo es zu einem Treffen mit dem englischen Thronfolger Prinz Albert Edward kam und er an einer Tagung der Royal Geographical Society teilnahm. Deren Präsident, Sir Mountstuart Grant Duff (1829–1906), erklärte, Nansen habe „die führende Position unter allen Nordlandreisenden“ eingenommen, und verlieh ihm in Anerkennung seiner Verdienste die Patronatsmedaille der Gesellschaft. Dies war nur eine von vielen Auszeichnungen, die Nansen in ganz Europa erhielt. Zu ihnen zählten das Ritterkreuz des Sankt-Olav-Orden, der Dannebrogorden (Ritter 1. Klasse), die Carl-Ritter-Medaille der Gesellschaft für Erdkunde zu Berlin und die Vega-Medaille der Schwedischen Gesellschaft für Anthropologie und Geographie. Aus Australien wurde ihm das Angebot zur Teilnahme an einer Antarktisexpedition unterbreitet. Er schlug es jedoch in der Überzeugung aus, Norwegens Interessen besser zu vertreten, wenn er das Ziel verfolge, den Nordpol zu erreichen.
Am 11. August 1889 gab Nansen die Verlobung mit Eva Sars (1858–1907), der jüngsten Tochter des norwegischen Zoologen Michael Sars und Schwester des Zoologen Georg Ossian Sars, bekannt. Ihre Mutter Maren Cathrine Sars (1811–1898) war die Schwester des Dichters Johan Sebastian Welhaven. Eva war nach einer Ausbildung bei Désirée Artôt eine erfolgreiche Mezzosopranistin. Sie und Nansen hatten sich einige Jahre zuvor beim Skifahren in Frognerseteren unweit des Holmenkollen kennengelernt. Die Verlobung kam für viele seiner Freunde und Bekannten überraschend, da Nansen sich zuvor noch als Gegner der Institution Ehe gezeigt hatte. Die Hochzeit fand bereits kurz nach der Verlobung am 6. September 1889 statt. Aus der Ehe gingen fünf Kinder hervor: Liv (1893–1959), Kåre (1897–1964), Irmelin (1900–1977), Odd (1901–1973) und Asmund (1903–1913).

## Fram-Expedition

Die Routen der Fram-Expedition zwischen 1893 und 1896:
Die Fahrt der Fram von Vardø entlang der sibirischen Küste bis zu den Neusibirischen Inseln und ins Packeis (Juli bis September 1893).
Eisdrift der Fram von den Neusibirischen Inseln bis nach Spitzbergen (September 1893 bis August 1896).
Der Marsch von Nansen und Johansen bis zu einer Breite von 86° 13,6′ N (damaliger Nordrekord) und der anschließende Rückweg nach Kap Flora auf der Northbrook-Insel des Franz-Josef-Archipels (März 1895 bis Juni 1896).
Rückfahrt von Nansen und Johansen von Kap Flora nach Vardø (August 1896).
Rückfahrt der Fram von Spitzbergen nach Tromsø (August 1896).

### Hintergrund und Vorbereitungen
Bereits vor seiner Grönland-Expedition war bei Nansen die Idee zu einer weiteren Forschungsreise entstanden. Den Hintergrund hierfür lieferte die vom norwegischen Meteorologen Henrik Mohn aufgestellte Theorie einer transpolaren Driftströmung. Nansen glaubte, dass die durch die Meeresströmung verursachte Eisdrift im Arktischen Ozean es einem speziell dafür entworfenen Schiff ermögliche, im Packeis eingeschlossen in die Nähe des Nordpols zu gelangen. Seine Pläne, die er im Februar 1890 vor der Norwegischen Geographischen Gesellschaft offenlegte und die in der Fachwelt überwiegend auf Skepsis und Ablehnung stießen, sahen vor, mit dem Expeditionsschiff und einer kleinen, gut ausgebildeten Mannschaft bis zu den Neusibirischen Inseln vorzudringen, dort das Schiff einfrieren zu lassen und es nachfolgend für den weiteren Reiseweg nach Norden der Eisdrift auszusetzen.
Mit Hilfe öffentlicher und privater Sponsoren ließ Nansen nach Plänen des norwegischen Konstrukteurs Colin Archer zwischen Juni 1891 und Oktober 1892 das Expeditionsschiff Fram erbauen. Durch die spezielle Rumpfkonstruktion mit ovalem Querschnitt sowie weitere technische Besonderheiten sollte sichergestellt werden, dass das Schiff im Packeis nicht beschädigt wird, sondern in Nansens Worten „wie ein Aal aus der Umarmung des Eises gleiten“ kann.
Zur dreizehnköpfigen Mannschaft gehörten neben Nansen unter anderen der Veteran der Grönland-Expedition Otto Sverdrup als Kapitän der Fram und Fredrik Hjalmar Johansen. Letzterer nahm später gleichfalls an der erfolgreichen Südpolexpedition unter der Leitung von Roald Amundsen teil.

### Expeditionsverlauf

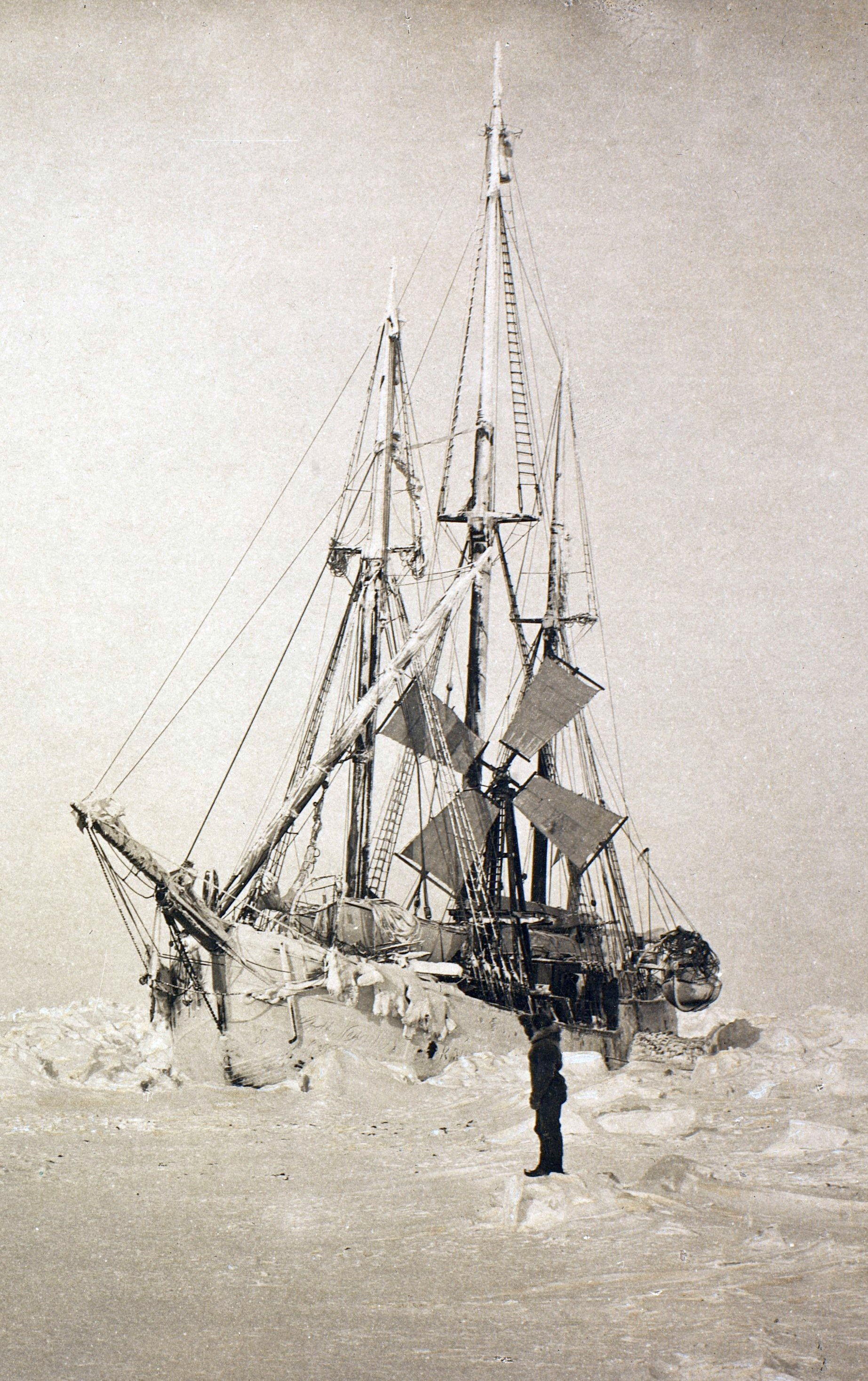
Die im Packeis eingeschlossene Fram (März 1894)

Am 21. Juli 1893 verließ die Expeditionsmannschaft an Bord der Fram Vardø, den letzten norwegischen Zwischenhafen, in die östliche Barentssee. Nansen und seine Männer folgten dem Kurs von Nordenskiölds Nordostpassage. Nach einer Fahrt entlang der nordwestrussischen und nordsibirischen Küstenlinie erreichten sie Ende August das nördliche Ende der Taimyrhalbinsel. Nachdem Packeis zwischenzeitlich eine Weiterfahrt verhindert hatte, umrundete die Fram am 9. September 1893 Kap Tscheljuskin und fuhr in die Laptewsee ein. Am 5. Oktober schließlich wurde das Schiff, nachdem es vollständig vom Packeis eingeschlossen worden war, bei 79° N, 133° O westlich der Kotelny-Insel „gründlich und gewissenhaft für den Winter festgemacht.“
Die Eisdrift erwies sich zunächst als ein ernüchterndes Unterfangen, da weder Driftrichtung noch -geschwindigkeit den Berechnungen Nansens entsprachen. Am 19. November befand sich das Schiff nach sechswöchiger Eisdrift weiter südlich als zu Beginn, und erst am 2. Februar 1894 überquerte es 80° nördlicher Breite. Nansen errechnete, dass es bis zu fünf Jahre dauern könnte, bis das Schiff auf diese Weise den Nordpol erreicht. Deshalb entschied er, die Fram zu einem geeigneten Zeitpunkt zu verlassen, um gemeinsam mit Fredrik Hjalmar Johansen den Nordpol mit Hilfe von Skiern und Schlittenhunden zu erreichen. Als Rückzugsgebiet wählte er Franz-Josef-Land, wo sie die Fram für die Heimreise wieder aufnehmen sollte.
Am 14. März 1895, als die Fram eine Breite von 84° 4′ N erreicht hatte, brachen Nansen und Johansen mit zwei Kajaks, drei Transportschlitten und 28 Schlittenhunden zu Fuß zum Nordpol auf. Nansen plante, die fehlenden 660 km bis zum Nordpol innerhalb von 50 Tagen zu bewältigen, was einem Tagespensum von 13 km entsprach. Nachdem beide Männer die ersten 120 km mit rund 17 km pro Tag zurückgelegt hatten, wurde das Gelände zunehmend uneben, was das Vorwärtskommen auf Skiern erschwerte und ihre Reisegeschwindigkeit herabsetzte. Zudem ergaben Positionsbestimmungen, dass sie gegen eine südliche Eisdrift anmarschierten und dass die täglich zurückgelegten Strecken sie nicht zwangsläufig ihrem Ziel näher brachten. Auch die Kälte mit Temperaturen von −40 °C setzte ihnen zu. Aus Johansens Tagebuch geht die zunehmende Mutlosigkeit beider Männer zu diesem Zeitpunkt hervor: „Alle meine Finger sind zerstört. Die Handschuhe sind steifgefroren … Es wird schlimmer und schlimmer … Gott weiß, was aus uns wird.“ Nachdem sie ihr Lager am 7. April aufgeschlagen hatten, unternahm Nansen einen Erkundungsgang für ihren weiteren Weg nach Norden, doch das Einzige, was er sah, war „ein wahres Chaos von Eisblöcken, das sich bis an den Horizont ausdehnt.“ Die letzte Positionsbestimmung am 8. April ergab eine nördliche Breite von 86° 13,6′, womit sie den vorherigen Nordrekord um fast drei Breitengrade übertroffen hatten. Nansen entschied, nicht weiterzugehen und stattdessen Kap Fligely auf Franz-Josef-Land anzusteuern.
Der Rückweg war für Nansen und Johansen ein beschwerliches, gefahrvolles und vor allem langwieriges Unternehmen. Am 24. Juli 1895 sichteten die Männer, erstmals seit sie die Fram verlassen hatten, eine Landmasse, „nachdem wir unseren Glauben daran schon beinahe aufgegeben hatten!“ Am 7. August setzten sie nach Erreichen der Eiskante in den Kajaks dorthin über. Nansen war sich zu diesem Zeitpunkt nicht sicher, ob sie sich wirklich auf einer vorgelagerten Insel von Franz-Josef-Land befanden. Erst am 16. August identifizierte er eine Landspitze als Kap Felder, welches auf der Karte Julius von Payers an der Westküste von Franz-Josef-Land zu finden war. Das Ziel lautete nun, den sogenannten Eira Harbour am südwestlichen Ende des Archipels und dort eine Hütte mit Versorgungsgütern zu erreichen, die von der britischen Arktisexpedition (1881–1882) unter Benjamin Leigh Smith errichtet worden war. Wechselnde Winde und treibendes Eis gefährdeten jedoch die Weiterfahrt in den Kajaks, weshalb Nansen am 28. August entschied, aufgrund des nahenden Polarwinters an der Südwestküste der später als Jackson-Insel bekannten Insel ein Winterlager aufzuschlagen, um dort bis zum kommenden Frühjahr zu warten. Ihr Aufenthalt in einem notdürftig errichteten Quartier dauerte acht Monate.

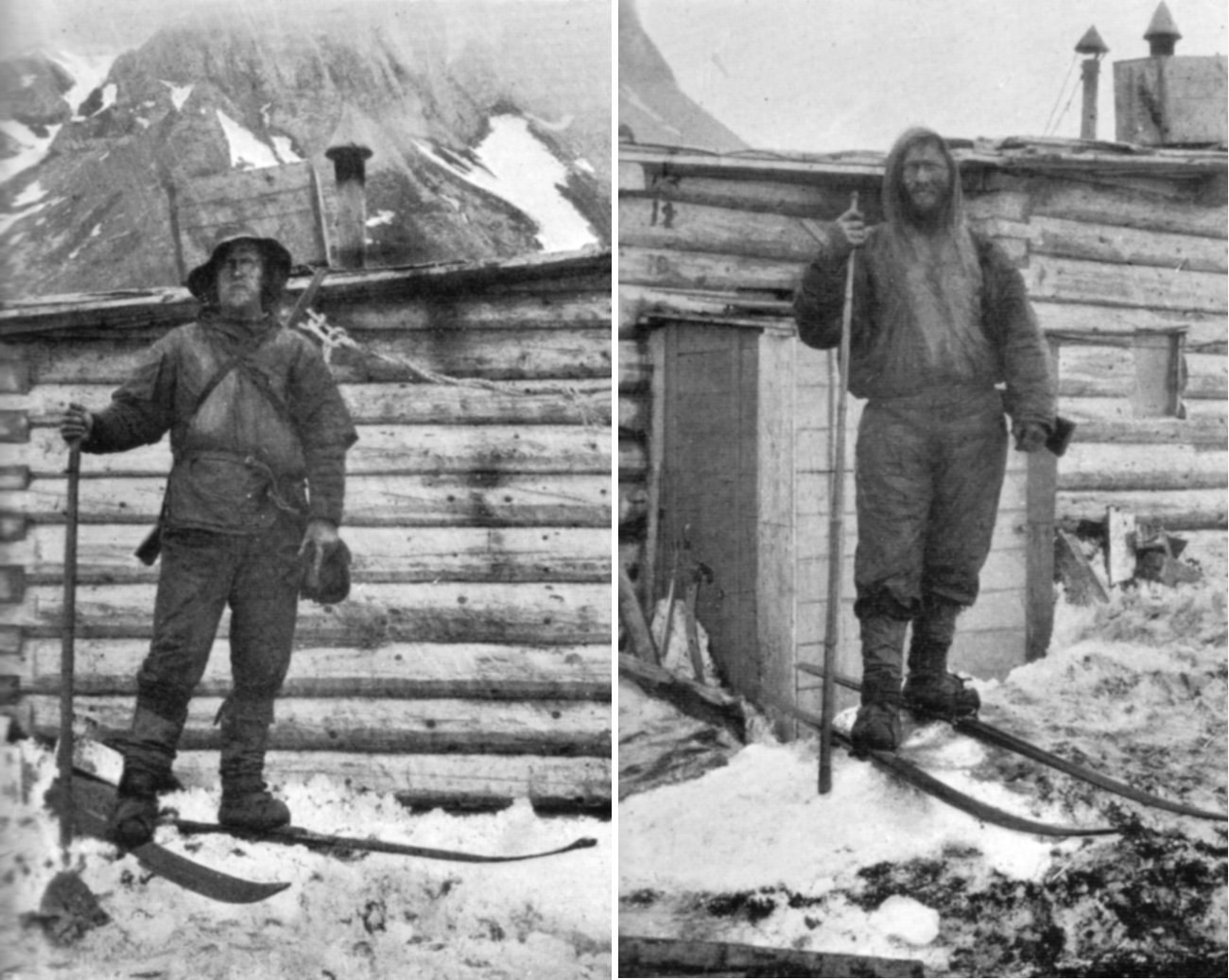
Nansen (links) und Johansen (rechts) im Quartier von Frederick George Jackson am Kap Flora (Juni 1896)

Am 19. Mai 1896 setzten Nansen und Johansen ihren Weg fort. Für mehr als zwei Wochen folgten sie der Küstenlinie südwärts. Erneut schien keine Landmarke mit ihrer Karte von Franz-Josef-Land übereinzustimmen. Dank einer Wetteränderung am 4. Juni konnten sie ihren Weg erstmals seit dem Aufbruch vom Winterlager in den Kajaks fortsetzen. Am 17. Juni trafen Nansen und Johansen auf Frederick George Jackson, der sich auf einer eigenen Expedition nach Franz-Josef-Land befand und sein Hauptquartier am Kap Flora auf der Northbrook-Insel, der südlichsten Landmasse der Inselgruppe, aufgeschlagen hatte. Dort warteten Nansen und Johansen in den nächsten Wochen auf das Eintreffen von Jacksons Versorgungsschiff Windward, das am 26. Juli am Kap Flora eintraf. Am 7. August fuhr die Windward mit Nansen und Johansen an Bord Richtung Norwegen. Vardø wurde am 13. August 1896 erreicht, und Nansen verschickte zahlreiche Telegramme mit der Nachricht seiner sicheren Rückkehr. In Tromsø kam es am 21. August 1896 zu einem überschwänglichen Wiedersehen zwischen Nansen, Johansen und den übrigen Expeditionsteilnehmern, die mit der Fram in Norwegen eingetroffen waren.
Nachdem Nansen und Johansen im März 1895 zu ihrem Marsch aufgebrochen waren, hatte die restliche Mannschaft unter der Leitung von Otto Sverdrup die Drift mit der Fram fortgesetzt. Diese hatte bis zum 13. August 1896 gedauert, als das Schiff nordwestlich von Spitzbergen ins offene Wasser gelangt war. Nansens ursprüngliche Annahme über die Richtung der Eisdrift hatte sich damit bestätigt. Das Schiff hatte zunächst Spitzbergen angelaufen. Über den Verbleib von Nansen und Johansen war zu diesem Zeitpunkt nichts bekannt. Nach einem kurzen Landaufenthalt war die Mannschaft daher mit der Fram nach Norwegen zurückgekehrt.

### Ergebnisse und Nachwirkungen der Expedition

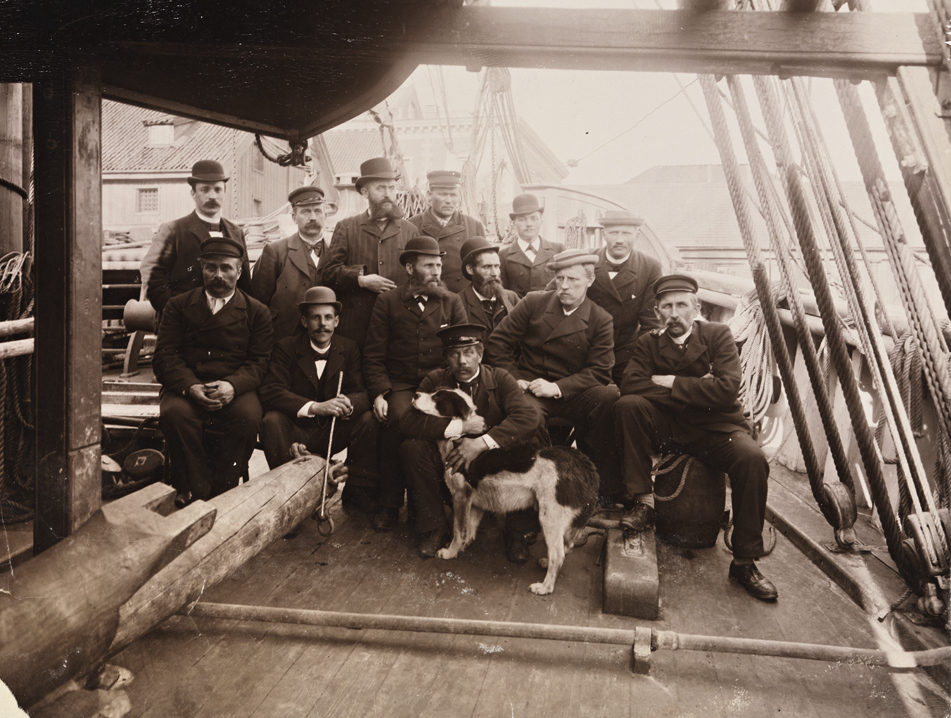
Die Expeditionsmannschaft nach der Rückkehr der Fram nach Christiania im September 1896. Hintere Reihe (v. l. n. r.): Blessing, Nordahl, Mogstad, Henriksen, Pettersen und Johansen. Vordere Reihe (v. l. n. r.): Bentzen, Scott-Hansen, Sverdrup, Amundsen (mit Hund), Jacobsen, Nansen und Juell.

Bei der Ankunft in Christiania am 9. September 1896 geleitete ein Geschwader von Kriegsschiffen die Fram in den Hafen, wo laut Roland Huntford die größte Menschenmenge, die die Stadt bis dahin gesehen hatte, die Mannschaft frenetisch umjubelte. Aus aller Welt trafen Glückwünsche ein. So schrieb beispielsweise der britische Bergsteiger Edward Whymper, Nansen habe mit seiner Expedition „beinahe den gleichen Fortschritt erreicht wie alle übrigen Forschungsreisen des 19. Jahrhunderts zusammen.“
Nansens erste Aufgabe nach Rückkehr der Expedition war die Veröffentlichung eines Reiseberichts. Bereits im November 1896 war die norwegische Fassung seines Buches Fram over Polhavet fertig, das 1897 unter dem Titel In Nacht und Eis als deutschsprachige Ausgabe und in englischer Sprache unter dem Titel Farthest North erschien. Er scheute sich nicht, darin auch Kritiker zu Wort kommen zu lassen. Das Buch enthielt eine durch Nansen unkommentierte und vorab im Magazin Harper’s Weekly veröffentlichte Anmerkung Adolphus Greelys, der in scharfer Form Nansens vermeintliche Pflichtverletzung kritisierte, beim Verlassen der Fram die anderen Expeditionsteilnehmer Hunderte von Kilometern von sicherem Land entfernt auf sich allein gestellt ihrem Schicksal überlassen zu haben. Trotz dieser Kritik war die Veröffentlichung des Buches ein großer Erfolg und machte Nansen finanziell unabhängig. Wie bereits nach der Grönlandexpedition, so erhielt Nansen auch nach dieser Reise zahlreiche Auszeichnungen aus dem In- und Ausland. König Oscar II. verlieh ihm und Otto Sverdrup im September 1896 das Großkreuz des Sankt-Olav-Orden. Im Verlauf einer Vortragsreise durch Europa im Frühjahr 1897 ehrte ihn die Société de Géographie mit der Goldmedaille der Gesellschaft und der französische Präsident Félix Faure erhob ihn in den Rang eines Kommandeurs der Ehrenlegion. In Russland zeichnete ihn Zar Nikolaus II. mit dem Sankt-Stanislaus-Orden (1. Klasse) aus und in Deutschland verlieh ihm die Gesellschaft für Erdkunde gleichfalls eine Goldmedaille, die Alexander-von-Humboldt-Medaille. Der österreichische Kaiser Franz Joseph I. überreichte ihm das Großkreuz des Franz-Joseph-Orden und auch in England sowie im Oktober 1897 bei Vorträgen in den Vereinigten Staaten wurde Nansen mit Auszeichnungen und Ehrungen bedacht. Darüber hinaus machten ihn zahlreiche Akademien und Gesellschaften zum Ehrenmitglied, einschließlich der Norwegischen Akademie der Wissenschaften, der Königlich Norwegischen Gesellschaft der Wissenschaften und der Royal Geographical Society. Seit 1896 war er auch Mitglied der Gelehrtenakademie Leopoldina.
Obwohl Nansen das Hauptziel, den geographischen Nordpol erstmals zu erreichen, verfehlt hatte, lieferte die Expedition bedeutende geographische Entdeckungen und allgemeinwissenschaftliche Erkenntnisse. Dazu trugen insbesondere die während der Eisdrift der Fram durchgeführten meteorologischen und ozeanographischen Beobachtungen bei. Durch Nansens Beobachtungen wurde erstmals deutlich, dass es in den Eiswüsten sehr viel mehr Tierarten gibt als ursprünglich angenommen. Die von Henrik Mohn aufgestellte Theorie der transpolaren Driftströmung hatte sich bestätigt. Zudem erbrachten die erhobenen Daten erstmals den Beweis, dass der Nordpol weder auf Land noch auf einem dauerhaften Eisschild, sondern inmitten einer Zone beweglichen Packeises liegt. Der Arktische Ozean stellte sich nachweislich als ein Tiefseebecken ohne nennenswerte Landmassen nördlich des eurasischen Kontinents dar, da diese die beobachtete Eisdrift ansonsten behindert hätten. Ein Jahrhundert nach dieser Expedition bezeichnete der britische Polarforscher Wally Herbert die Reise der Fram als „eines der begeisterndsten Beispiele für wagemutige Klugheit in der Geschichte der Forschungsreisen.“

## Akademische Karriere

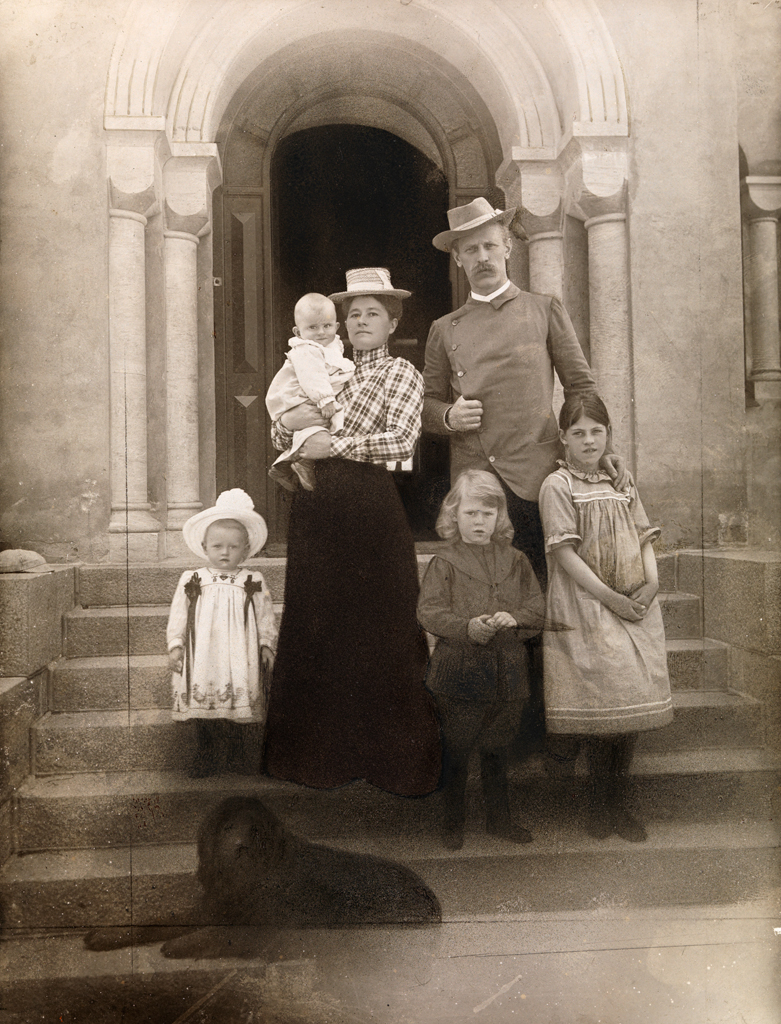
Fridtjof Nansen mit seiner Frau Eva und den Kindern (v. l. n. r.) Irmelin, Odd, Kåre und Liv vor dem Eingang ihres Hauses Polhøgda (1902)

### Professur und weitere Forschungsreisen
Während der folgenden 20 Jahre verschrieb sich Nansen vorwiegend seiner Tätigkeit als Wissenschaftler. Im Jahr 1897 wurde er als Professor für Zoologie an die Universität von Christiania berufen. Hierdurch bestand für ihn ausreichend Möglichkeit, sich an die Auswertung und Veröffentlichung der wissenschaftlichen Daten der Fram-Expedition zu begeben. Dies wurde für ihn eine weitaus beschwerlichere Aufgabe als die Erstellung seines Buches. Die Ergebnisse umfassten sechs Bände und bedeuteten nach der späteren Darstellung des Polarforschers Robert Neal Rudmose-Brown (1879–1957) „für die Ozeanographie der Arktis das, was die Ergebnisse der Challenger-Expedition für die Ozeanographie der anderen Weltmeere [darstellen].“ Im Jahr 1900 nahm Nansen an einer Forschungsreise in die Gewässer um Island und Jan Mayen teil, die von Johan Hjort (1869–1948), dem Direktor des norwegischen Meeresforschungsinstituts in Bergen, geleitet wurde. Das für die Expedition verwendete Forschungsschiff Michael Sars war nach Nansens Schwiegervater benannt. Kurz nach seiner Rückkehr von dieser Reise erfuhr Nansen, dass sein Nordrekord bei 86° 13,6′ N vom 8. April 1895 von einer dreiköpfigen Gruppe um den italienischen Polarforscher Umberto Cagni am 24. April 1900 im Versuch, den Nordpol von Franz-Josef-Land aus zu erreichen, mit 86° 34′ N gebrochen worden war. Seine Reaktion fiel nüchtern aus: „Was nützen einem erreichte Ziele nur um ihrer selbst wegen? Sie alle verschwinden … es ist nur eine Frage der Zeit.“ 1902 war Nansen an der Gründung des Internationalen Rates für Meeresforschung (ICES) mit Sitz in Kopenhagen beteiligt und übernahm die Leitung des ozeanographischen Labors des ICES, des Internationalen Central-Laboratoriums in Christiania.
Nach der Geburt der Töchter Liv und Irmelin sowie der beiden Söhne Kåre und Odd zwischen 1893 und 1901 wurde das Haus, das Nansen 1891 aus den Erlösen seines Buches zur Grönland-Expedition erbaut hatte, für seine Familie zu klein. Er erwarb ein Grundstück im Westen von Christiania und ließ dort nach eigenen Entwürfen ein imposantes Herrenhaus mit Stilelementen der Renaissance errichten, in dessen Keller er eine mechanische Werkstatt zum Bau wissenschaftlicher Instrumente einrichtete. Im April 1902 war das Anwesen Polhøgda (deutsch: Die polaren Höhen) bezugsfertig und es blieb Nansens Zuhause bis zu seinem Tod. Nansens jüngster Sohn Asmund kam dort 1903 zur Welt.

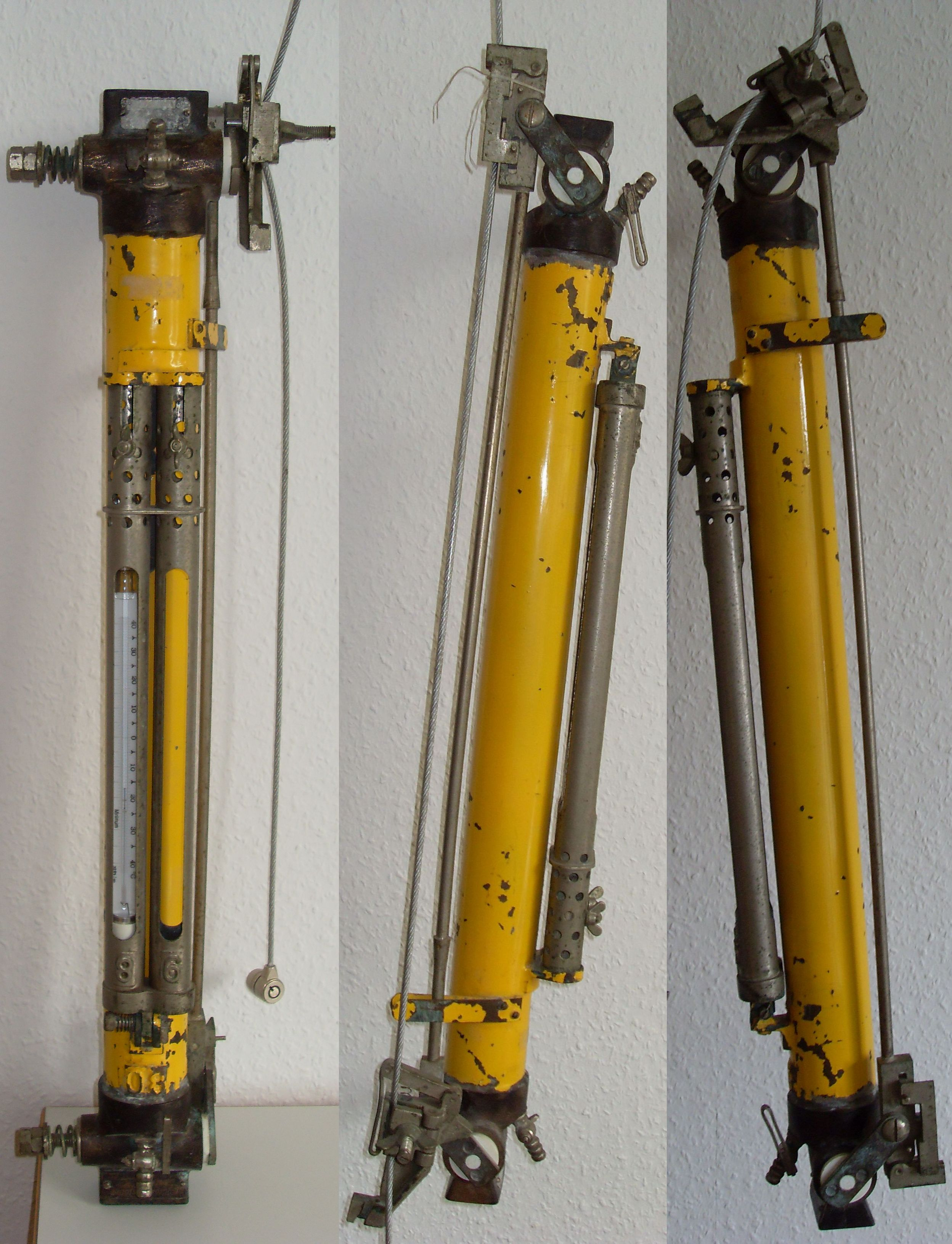
Nansenflasche zur Entnahme von Wasserproben aus bestimmten Tiefen (links: Frontansicht mit Thermometerhalter; Mitte: Zustand offen; rechts: Zustand nach Drehung geschlossen)

Nansens Forschungsschwerpunkt hatte sich inzwischen auf das Gebiet der Ozeanographie verlagert. 1905 stellte er dem schwedischen Physiker Vagn Walfrid Ekman die während der Fram-Expedition erhobenen ozeanographischen Daten zur Verfügung. Ekman erkannte anhand der Driftrichtung der Fram, dass die Meeresströmung von der vorherrschenden Windrichtung in einer charakteristischen Weise abwich, die er als „Korkenzieherströmung“ bezeichnete und die in Verbindung mit der durch die Erdrotation verursachten Corioliskraft steht. Ekman vertiefte durch eigene Experimente auch Nansens Erkenntnisse zum Totwasser, einer Form der internen Wellen, die an der horizontalen Grenze zwischen Wasserschichten unterschiedlicher Dichte auftreten.
Am 1. Mai 1908 gab Nansen seine Lehrtätigkeit in der Zoologie auf und wurde Professor für Ozeanographie. Im Jahr 1909 veröffentlichte er gemeinsam mit Bjørn Helland-Hansen eine Schrift, in der er unter anderem die Ergebnisse der Forschungsreise mit der Michael Sars neun Jahre zuvor auswertete. Zwischen 1910 und 1914 nahm er an einigen ozeanographischen Expeditionsfahrten teil. 1910 führte ihn eine Reise mit dem Kanonenboot Frithjof in den Nordatlantik. Im Jahr 1912 fuhr er an Bord seiner eigenen Yacht Veslemøy zur Bäreninsel und nach Spitzbergen, um dort Untersuchungen zu Strömung und Salzgehalt des Meerwassers in verschiedenen Tiefen durchzuführen. Hierzu hatte Nansen bereits um 1910 einen speziellen Probenahmebehälter entwickelt, der später als Nansenflasche bekannt wurde und bis in die 1980er Jahre – ab 1966 in einer vom US-Amerikaner Shale Niskin (1926–1988) modifizierten Variante – als Normalinstrument allgemeine Verwendung fand. Unmittelbar vor Ausbruch des Ersten Weltkriegs begleitete er Helland-Hansen auf einer Reise in den nordöstlichen Atlantik.
Das Jahr 1913 war für Nansen von zwei Schicksalsschlägen geprägt: Im Januar nahm sich sein alter Gefährte Fredrik Hjalmar Johansen das Leben und im März starb sein jüngster Sohn Asmund nach langer Krankheit. Im Sommer nahm Nansen als Mitglied einer Delegation zur Erkundung neuer Handelswege von Westeuropa nach Sibirien an einer Reise in die Karasee teil. Diese führte ihn entlang des Jenissei nach Krasnojarsk und anschließend mit der Transsibirischen Eisenbahn nach Wladiwostok. Beiläufig lieferte er den Nachweis dafür, dass das Westsibirische Tiefland früher vergletschert gewesen ist. Während dieser Reise entstand Nansens Sympathie für das russische Volk, die sein späteres politisches Leben nachhaltig beeinflusste.

### Leitfigur der Polarforschung

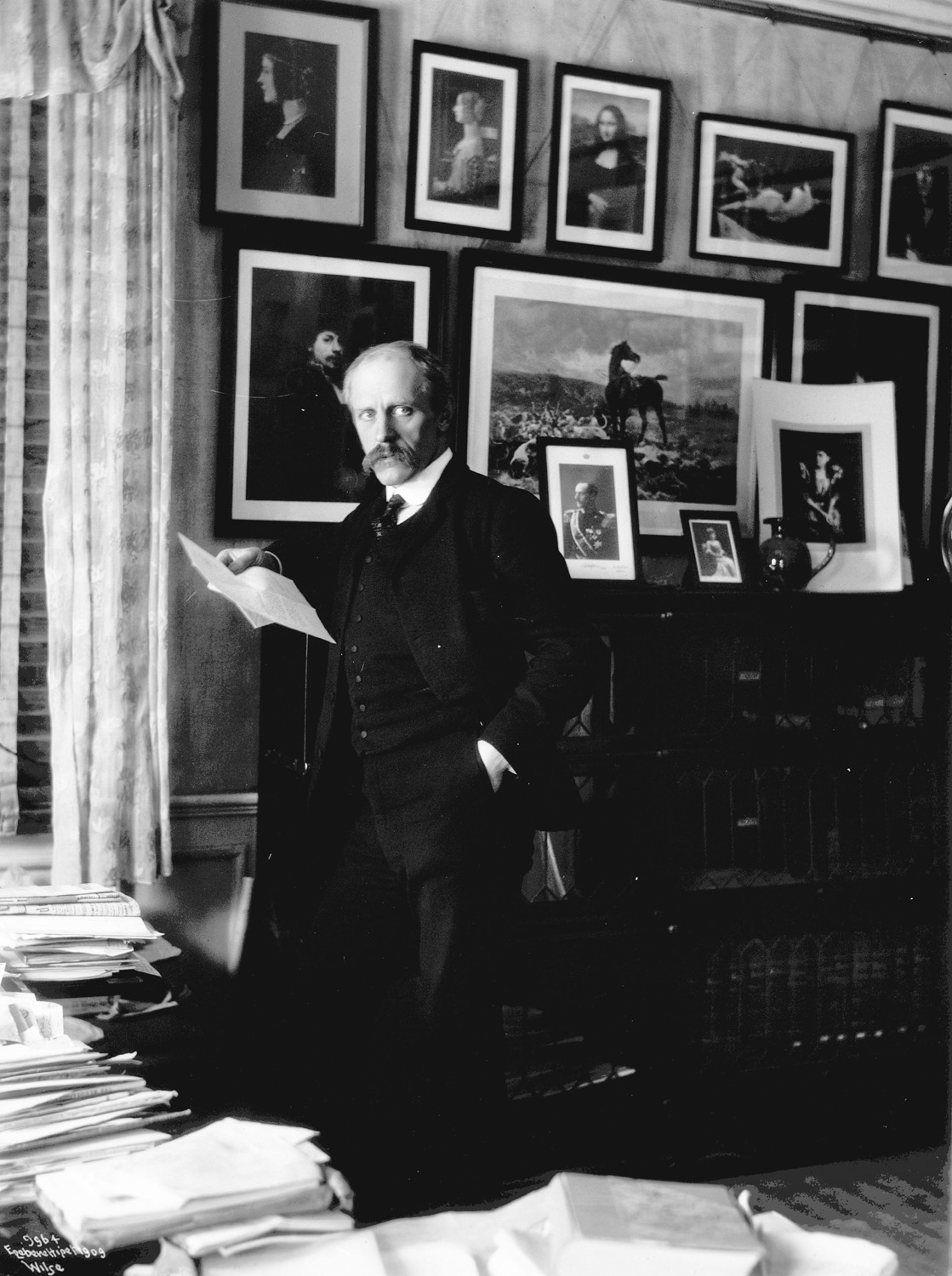
Nansen in seinem privaten Arbeitszimmer (1909)

Nansen wurde zu einer lebenden Legende stilisiert. Alle angehenden Forschungsreisenden in die Arktis und Antarktis suchten in den Jahren nach der Fram-Expedition seinen Rat. Zu ihnen gehörten im Juni 1897 Adrien de Gerlache de Gomery, der während seiner Belgica-Expedition (1897–1899) die erste Überwinterung in der Antarktis durchstand, im Januar 1899 der Herzog der Abruzzen, dessen Mitstreiter Umberto Cagni etwas mehr als ein Jahr später Nansens Nordrekord brach, sowie im September 1899 der deutsche Polarforscher Erich von Drygalski, der im Rahmen der Gauß-Expedition (1901–1903) das Kaiser-Wilhelm-II.-Land in der Antarktis erforschte und kartierte. Seinem Landsmann Carsten Egeberg Borchgrevink verweigerte Nansen dagegen jegliche Unterstützung, da er ihn für einen Betrüger hielt. Auch Ernest Shackleton und Robert Falcon Scott stand Nansen beratend zur Seite. Nansens nachdrückliche Bemühungen, beide Expeditionsleiter zum Einsatz von Schlittenhunden als Hauptzugtiere zu bewegen, waren jedoch erfolglos. Nach Meinung einiger Historiker verhinderte diese ablehnende Haltung, dass Shackleton während der Nimrod-Expedition (1907–1909) als erster Mensch den Südpol erreichte, und kostete Scott bei der Terra-Nova-Expedition (1910–1913) das Leben.
Nansen hatte Überlegungen zu einer Südpolexpedition angestellt und bereits Colin Archer mit der Erstellung von Plänen für zwei neue Expeditionsschiffe beauftragt. Letztlich wurde aus unterschiedlichen Gründen nichts davon in die Tat umgesetzt. So überließ er Roald Amundsen die Fram für dessen ursprünglich als Nordpolexpedition geplante Forschungsreise. Amundsen änderte jedoch insgeheim seine Pläne, nachdem Frederick Cook seinen Anspruch auf die Eroberung des Nordpols geltend gemacht hatte, und unternahm mit seiner Antarktisexpedition (1910–1912) im Wettstreit gegen Robert Falcon Scott den „Angriff“ auf den Südpol. Nansen verteidigte diese umstrittene Entscheidung, in die er aber nicht eingeweiht war.
Im Auftrag der Royal Geographical Society verfasste er ein zweibändiges Werk zur Geschichte der Nordlandexpeditionen, das 1911 unter dem Titel In Northern Mists erschien. In dieser Zeit wurde dem inzwischen verwitweten Nansen eine kurze Affäre mit Kathleen Scott nachgesagt. Seine letzte Verbindung zur Polarforschung war die auf Initiative Walther Bruns’ gegründete Internationale Studiengesellschaft zur Erforschung der Arktis mit Luftfahrzeugen (Aeroarctic), die Nansen am 7. Oktober 1924 zum Präsidenten auf Lebenszeit und zum wissenschaftlichen Leiter einer geplanten Polarexpedition mit dem Luftschiff wählte. Die Arktisfahrt der LZ 127 Graf Zeppelin, für die er sich nachdrücklich engagiert hatte, fand erst 1931, ein Jahr nach Nansens Tod statt.

## Politische Karriere

### Verfechter der Unabhängigkeit Norwegens
Die seit 1814 bestehende Union zwischen Schweden und Norwegen war in Norwegen spätestens seit den 1890er Jahren trotz friedlicher Koexistenz beider Länder im Zuge aufkeimender nationalistischer Strömungen und im Wunsch nach politischer Eigenständigkeit heftig umstritten. Obwohl Nansen zu diesem Zeitpunkt keine Karriere in der Politik anstrebte, vertrat er dennoch offensiv norwegische Interessen bei jeder sich bietenden Gelegenheit. Nachdem sich zunächst eine Einigung zwischen beiden Ländern abgezeichnet hatte, wurden alle Verhandlungen über den zukünftigen Status Norwegens im Februar 1905 abgebrochen. Die amtierende norwegische Regierung unter Ministerpräsident Francis Hagerup trat daraufhin zurück. Die Politik seines Nachfolgers Christian Michelsen war auf die vollständige Separation Norwegens von Schweden ausgelegt. Nansen hatte sich in einigen Zeitungsartikeln offen zur Separationsbewegung der neuen Regierung bekannt, lehnte aber Michelsens Angebot ab, ein Ministeramt in dessen Kabinett zu übernehmen. Auf Bitte Michelsens fuhr Nansen nach London, wo er in einem Artikel in der Times das Anliegen seines Landes bekräftigte, zukünftig durch eigene Konsulate international vertreten zu werden. Zudem sollte die Veröffentlichung seines Buches Norwegen und die Union mit Schweden (im Original: Norge og foreningen med Sverige) die Diskussion über Norwegens politische Unabhängigkeit insbesondere im Ausland fördern. Am 17. Mai 1905, dem norwegischen Nationalfeiertag, sagte Nansen während einer leidenschaftlich vorgetragenen Rede vor einer großen Menschenmenge in Christiania: „Nun sind alle Wege des Rückzugs versperrt. Nun gibt es nur noch einen Weg, den Weg nach vorn, möglicherweise verbunden mit Schwierigkeiten und Nöten, aber vorwärts für unser Land, für ein freies Norwegen.“

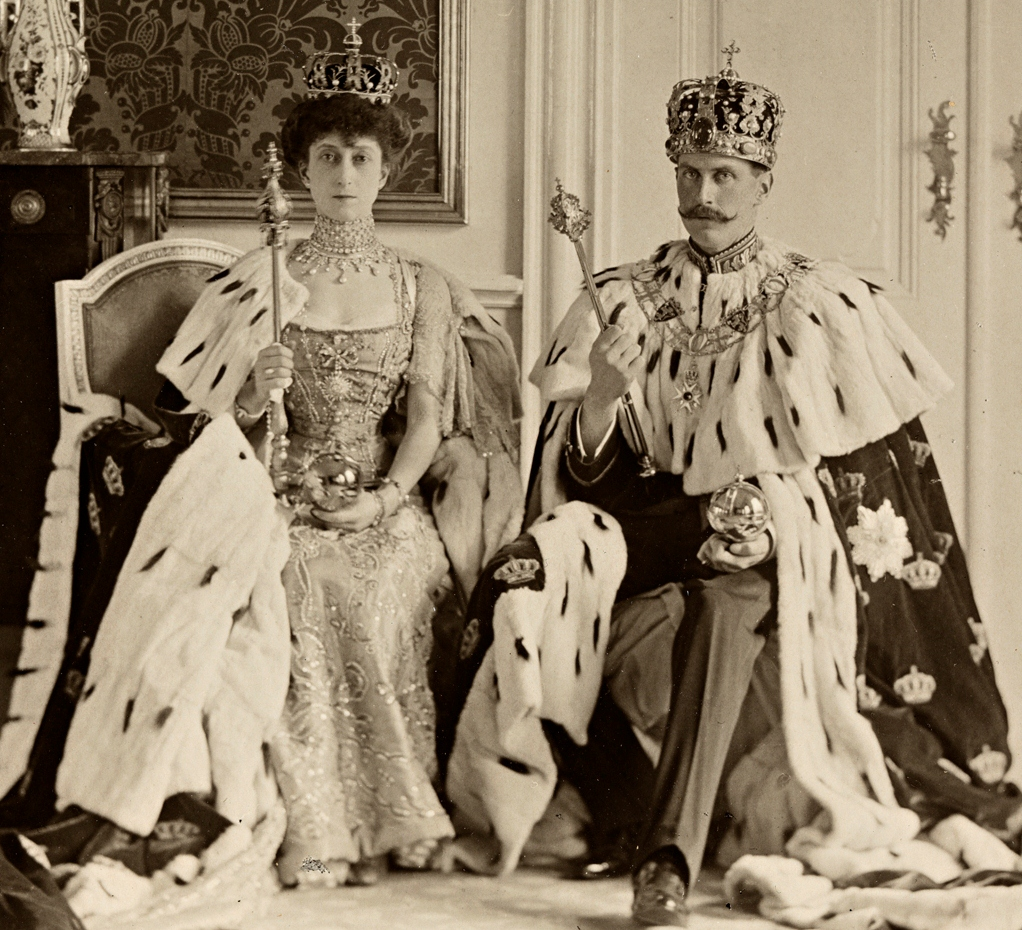
Das norwegische Königspaar Haakon VII. und Maud in Ornat und mit Insignien nach ihrer Krönung im Jahr 1906

Die politische Situation spitzte sich im Frühsommer 1905 zu. Oscar II. verweigerte seine Zustimmung zum Inkrafttreten eines vom Storting beschlossenen Gesetzes über die eigenständige diplomatische Vertretung Norwegens im Ausland. Auch den anschließenden Rücktritt der norwegischen Regierung akzeptierte er nicht. Daraufhin erklärte das norwegische Parlament am 7. Juni die Personalunion für beendet. Die schwedische Seite war bereit, die Norwegische Frage in Form eines Referendums beantworten zu lassen. In der am 13. August durchgeführten Abstimmung befürworteten 99,5 % der Norweger die Trennung von Schweden. Oscar II. dankte daraufhin als norwegischer König ab. In einem zweiten Referendum stimmten die Norweger im November 1905 für die Beibehaltung der Monarchie. Kurz darauf reiste Nansen in geheimer Mission nach Kopenhagen und konnte dort Carl von Glücksburg, Prinz von Dänemark, zur Annahme der norwegischen Krone bewegen. Nach der gemeinsamen Krönung mit seiner Gattin Maud am 22. Juni 1906 im Nidarosdom von Trondheim wurde er als Haakon VII. erster König des unabhängigen Norwegen.
Im April 1906 übernahm Nansen den Posten als Botschafter Norwegens in London. Seine Hauptaufgabe war, mit den anderen europäischen Vertretern ein Vertragswerk für die Bestandsgarantie der Souveränität Norwegens auszuhandeln. Nansen genoss große Popularität in England und pflegte ein freundschaftliches Verhältnis zu König Edward VII., der ihm am 13. November 1906 im St James’s Palace als Knight Grand Cross des Royal Victorian Order auszeichnete. Andererseits waren ihm die Gepflogenheiten am englischen Hof und seine Amtspflichten zuwider. Er selbst nannte sie „schamlos und langweilig“. Seine Stellung erlaubte es ihm jedoch, seinen wissenschaftlichen Interessen durch Kontakte mit der Royal Geographical Society und anderen Gelehrten nachzugehen. Nachdem der Vertrag am 2. November 1907 unterzeichnet worden war, trat Nansen am 15. November entgegen den Bitten König Edwards und anderer Honoratioren vom Amt des Botschafters zurück. Kurze Zeit später ereilte Nansen als Gast des Königs auf Schloss Sandringham die Nachricht, dass seine Frau Eva an einer schweren Lungenentzündung erkrankt war. Am 8. Dezember kehrte Nansen nach Norwegen zurück, doch noch vor der Ankunft auf Polhøgda erfuhr er von ihrem Tod.

### Humanitäre Leistungen als Diplomat

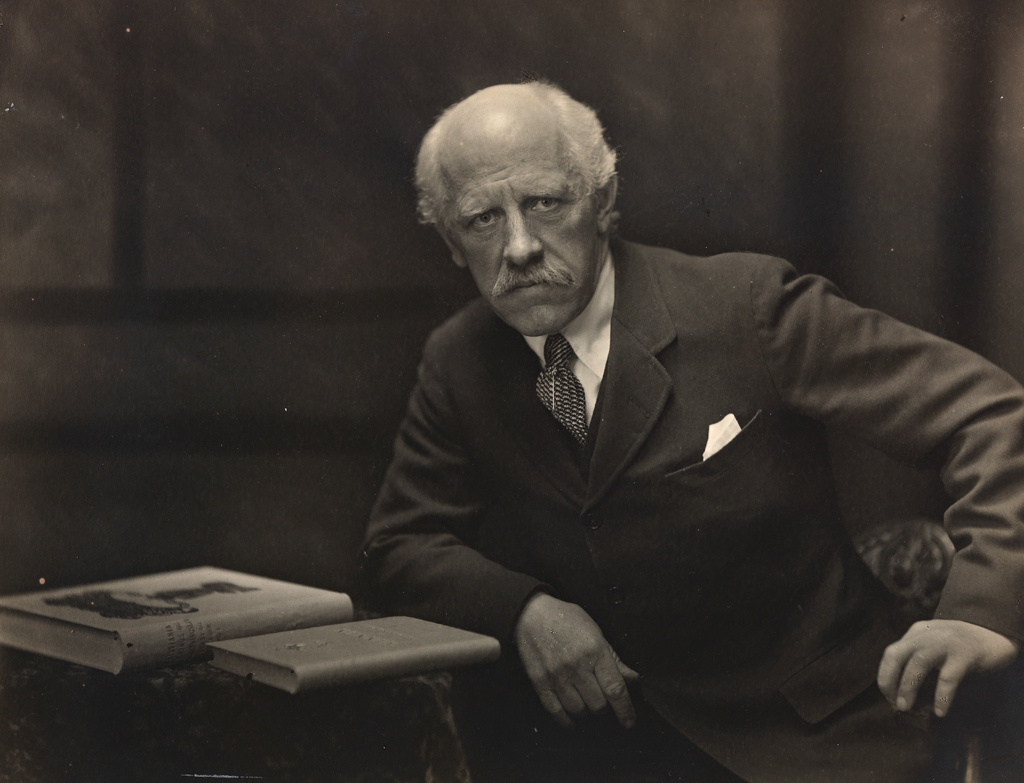
Nansen als Völkerbundkommissar

Bei Ausbruch des Ersten Weltkriegs erklärte Norwegen gemeinsam mit Schweden und Dänemark seine Neutralität. Nansen wurde zum Präsidenten der weithin bedeutungslosen Nordischen Verteidigungsunion ernannt, was nur wenige Verpflichtungen mit sich brachte, sodass er sich vorwiegend seinen wissenschaftlichen Tätigkeiten widmen konnte. Im weiteren Verlauf des Krieges wurde die Situation in Norwegen durch die Blockade wichtiger internationaler Handelswege bedrohlich. Die Lage verschärfte sich nach dem Kriegseintritt der USA im Jahr 1917. Als Sonderbotschafter erwirkte Nansen nach monatelangen Verhandlungen in Washington, dass die USA Getreide und weitere Versorgungsgüter an Norwegen lieferten, wodurch eine drohende Hungersnot abgewendet wurde. Dabei setzte er sich über seine Regierung hinweg, die angesichts der geforderten Gegenleistungen in Form von Rationierungsmaßnahmen bei der Vertragsunterzeichnung zögerte.
Wenige Monate nach Kriegsende wurde während der Pariser Friedenskonferenz 1919 auf Grundlage des 14-Punkte-Programms des US-amerikanischen Präsidenten Woodrow Wilson ein vorläufiges Abkommen zur Gründung des Völkerbundes getroffen, um zukünftige internationale Streitigkeiten mit friedlichen Mitteln schlichten zu können. Durch Nansens Initiative wurde Norwegen 1920 Vollmitglied und eines von dreizehn ständigen Mitgliedern des Exekutivkomitees. Er selbst leitete die norwegische Delegation. Im selben Jahr kümmerte er sich im Auftrag des Völkerbundes weltweit um die Heimkehr von Kriegsflüchtlingen und -gefangenen. Als Nansen dem Völkerbund im November 1920 die erfolgreiche Rückverbringung von 200.000 Kriegsheimkehrern vermelden konnte, schrieb er: „Niemals in meinem Leben zuvor bin ich auf ein so gewaltiges Leid gestoßen.“ Bis zum Jahr 1922 sorgte Nansen insbesondere durch die Einführung des Nansen-Passes für die Heimkehr von insgesamt 427.886 Menschen aus rund 30 Ländern. Zu bekannten Trägern dieses Passes gehörten Marc Chagall, Igor Strawinski, Aristoteles Onassis, Rudolf Nurejew und Anna Pawlowa. In Anerkennung seiner Arbeit schrieb das verantwortliche Komitee des Völkerbundes, Nansens Leistungen „enthalten Geschichten heldenhaften Strebens, die denen seiner Durchquerung Grönlands oder der großen Arktisreise würdig sind.“
Noch vor Ende seines Engagements wurde er durch Vermittlung Philip Noel-Bakers zum ersten Hochkommissar für Flüchtlingsfragen des Völkerbundes ernannt. In dieser Funktion bemühte sich Nansen um die Wiederansiedlung von etwa zwei Millionen Flüchtlingen der Russischen Revolution (1917) und des nachfolgenden Bürgerkriegs (1917–1920). Erschwert wurde seine Arbeit durch die Hungersnot, die das Land 1921 nach einer Reihe von Fehlernten erfasste. Da der Völkerbund trotz Nansens Plädoyer für eine Hungerhilfe der Regierung Sowjetrusslands misstraute, war er in erster Linie auf Spenden privater Organisationen angewiesen. Auf Ersuchen des Internationalen Roten Kreuzes eröffnete er in Moskau ein Büro für Hilfsaktionen, welche die Hungersnot jedoch nur beschränkt eindämmen konnten. In Verbitterung darüber notierte er:

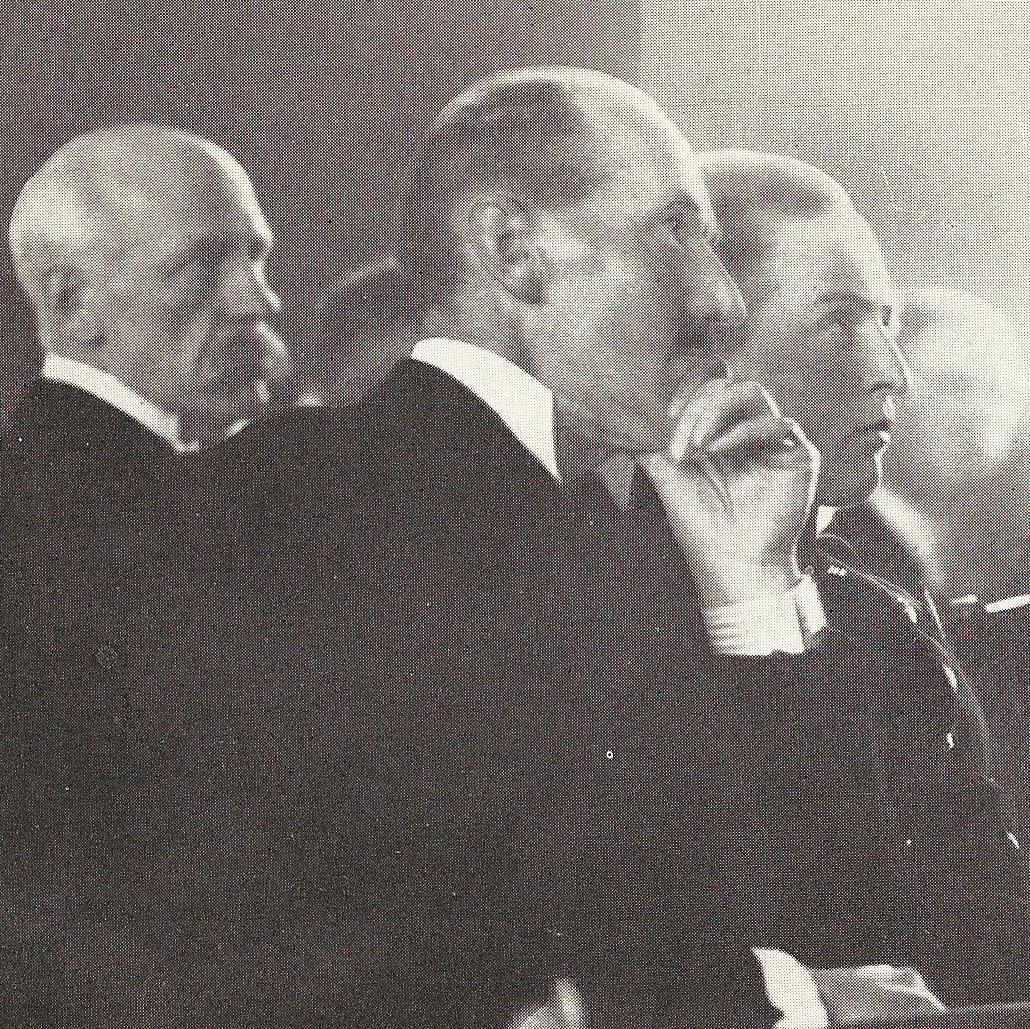
Nansen (links) neben König Haakon VII. und Kronprinz Olav während der Verleihung des Friedensnobelpreises 1922

„In vielen Ländern diesseits und jenseits des Atlantiks gab es einen solchen Überfluss an Mais, dass die Bauern gezwungen waren, ihn in den Kesseln der Eisenbahnen zu verbrennen. Zur selben Zeit lagen Schiffe in Europa untätig vor Anker, weil es keine Fracht gab, [und] Tausende, nein Millionen waren arbeitslos. All dies, während man 30 Millionen Menschen in der Wolga-Region, nicht weit entfernt und durch unsere Schiffe leicht erreichbar, hungern und sterben ließ.“

Nach dem Ende des Griechisch-Türkischen Krieges (1919–1922) reiste Nansen nach Konstantinopel, um über die Rückkehr der in der Mehrzahl griechischen Flüchtlinge zu verhandeln. Diese Verhandlungen führten zu einer bis heute kontrovers diskutierten und mehrere Jahre dauernden Zwangsumsiedlung Hunderttausender Türken und Griechen in ihre jeweiligen Stammländer. Im November 1922 erfuhr Nansen während einer Konferenz in Lausanne, dass ihm der Friedensnobelpreis verliehen wurde, den er am 10. Dezember 1922 „[für] seine Arbeit zur Rückführung von Kriegsgefangenen, seine Arbeit für die russischen Flüchtlinge, seine Bemühungen zur Hilfe Millionen vom Hunger bedrohter Russen und schließlich seine gegenwärtige Arbeit für die Flüchtlinge in Kleinasien und Thrakien“ entgegennahm. Das gesamte Preisgeld spendete er der Flüchtlingshilfe.
Ab 1925 engagierte sich Nansen für das vom Genozid durch das Osmanische Reich während des Ersten Weltkriegs betroffene armenische Volk, das durch Inkorporation seines Territoriums in die Sowjetunion de facto staatenlos war. Nansen, unterstützt vom späteren Nazi-Kollaborateur Vidkun Quisling, bemühte sich um die Eigenstaatlichkeit der Armenier auf dem Gebiet der Armenischen Sozialistischen Sowjetrepublik. Hier sollten 15.000 Armenier auf 360 km² angesiedelt werden. Der Plan, der konzeptionell als Wegbereiter des Marshallplans nach dem Zweiten Weltkrieg gilt, scheiterte, da nicht genügend finanzielle Mittel aufgebracht wurden. Ungeachtet dessen genießt Nansen bei den Armeniern noch heute großes Ansehen.
Auch abseits der Flüchtlingsfragen bezog Nansen im Völkerbund zu unterschiedlichen Themen Stellung. Er glaubte, dass die internationale Organisation insbesondere für die kleineren Staaten wie Norwegen, „eine einzigartige Gelegenheit [ist], in den Ratsversammlungen dieser Welt vorzusprechen,“ und dass sich die Glaubwürdigkeit des Völkerbundes am Umfang der Abrüstung bemaß. Nansen gehörte zu den Unterzeichnern des Sklavereiabkommens vom 25. September 1926. Darüber hinaus setzte er sich für die Aussetzung der deutschen Reparationszahlungen und für die Aufnahme Deutschlands in den Völkerbund ein.

## Späte Lebensjahre und Tod

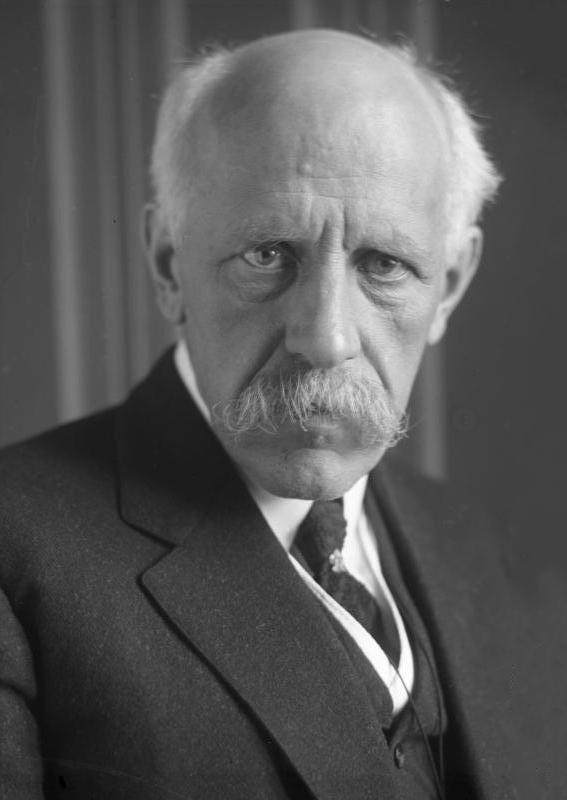
Nansen in seinem letzten Lebensjahr

Am 17. Januar 1919 heiratete Nansen Sigrun Munthe (1869–1957), mit der er schon 1905 eine Affäre gehabt haben soll, als er mit seiner ersten Frau Eva verheiratet war. Diese Ehe wurde ihm von seinen Kindern verübelt und war zudem unglücklich. Wie aus der Veröffentlichung von Liebesbriefen im Jahr 2011 hervorgeht, hatte Nansen während seiner zweiten Ehe eine Beziehung mit der bedeutend jüngeren US-amerikanischen Autorin Brenda Ueland (1891–1985).
Er vermied es weitestgehend, sich in die norwegische Innenpolitik einzumischen. 1924 gewann ihn jedoch der vormalige Ministerpräsident Christian Michelsen dafür, seinen guten Namen in den Dienst der Gründung der antikommunistischen Organisation Fedrelandslaget zu stellen, um dem zunehmenden Einfluss der damals marxistisch orientierten Arbeiderpartiet entgegenzuwirken. Bei einer Veranstaltung des Fedrelandslaget in der norwegischen Hauptstadt erklärte Nansen: „Über das Recht zur Revolution in einer Gesellschaft bürgerlicher Freiheit, uneingeschränkten Wahlrechts und Gleichbehandlung für jedermann zu sprechen, […] klingt wirklich nach idiotischem Unsinn.“
Im Jahr 1925 wurde Nansen als Nachfolger von Rudyard Kipling und erstem Ausländer die Ehre zuteil, für drei Jahre zum Lord Rector der University of St Andrews gewählt zu werden. Seine Inaugurationsrede nutzte er für einen philosophischen Rückblick auf sein Leben und einen pathetischen Aufruf an kommende Generationen: „Wir alle suchen in unserem Leben nach dem Land der Verheißung – […] Es ist an uns, den Weg dorthin zu finden. Ein langer, möglicherweise harter Weg. […] Tief in unserem Wesen verwurzelt ist der Geist des Abenteuers, der Lockruf der Wildnis, der in all unseren Taten mitschwingt und unser Leben tiefgründiger, reicher und edler macht.“ Im selben Jahr verlieh ihm König Haakon VII. die neben der Borgerdådsmedalje damals höchste zivile Auszeichnung Norwegens, das Großkreuz des Sankt-Olav-Ordens mit Ordenskette. Diese und alle anderen Auszeichnungen, die Nansen im Verlauf seines Lebens in Form von Orden und Medaillen erhalten hatte, vermachte er später dem Münzkabinett des Kulturhistorischen Museums Oslo.
Seine Verpflichtungen für den Völkerbund ließen es kaum zu, dass er sich in Norwegen aufhielt. Obwohl seine wissenschaftlichen Tätigkeiten darunter litten, präsentierte er gelegentlich die Ergebnisse seiner Arbeiten der Öffentlichkeit. Er spielte mit dem Gedanken an eine Flugreise zum Nordpol, konnte jedoch nicht genügend Gelder hierfür auftreiben. Schließlich kam ihm Roald Amundsen zuvor, der gemeinsam mit Umberto Nobile und weiteren Expeditionsteilnehmern den Nordpol am 12. Mai 1926 im Luftschiff Norge erreichte. Zwei Jahre später hielt Nansen im Radio eine Gedenkansprache für seinen Landsmann, der bei einem Rettungsflug für den in Not geratenen Nobile ums Leben gekommen war, in der er sagte: „Er hat ein unbekanntes Grab unter dem klaren Himmel der eisigen Welt gefunden, mit dem Flügelschlag der Ewigkeit […].“

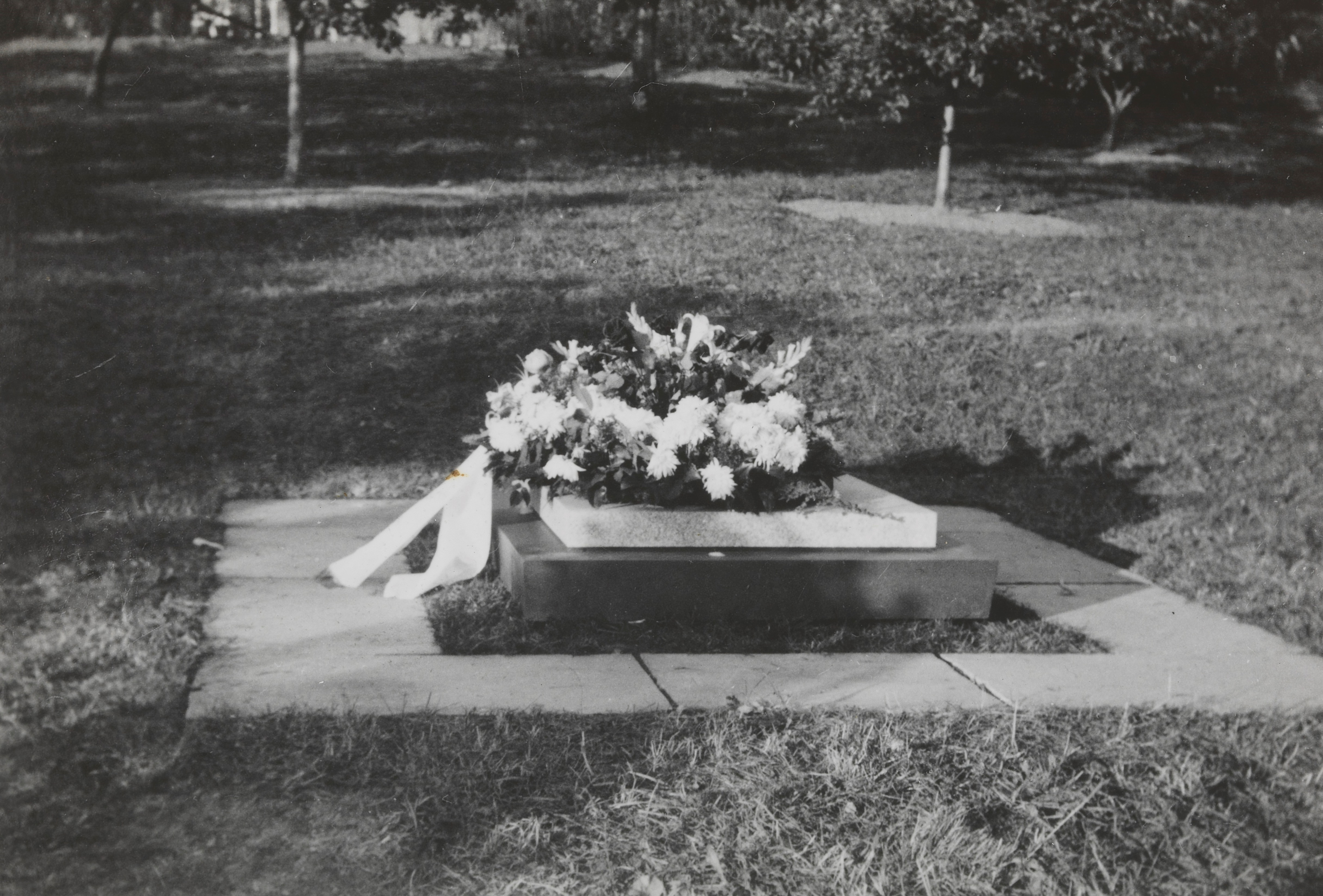
Nansens Grab im Garten seines Anwesens Polhøgda unweit von Oslo

Sofern es seine zahlreichen Verpflichtungen zuließen, fuhr Nansen im Winter in den Skiurlaub. Im Februar 1930 bemerkten zwei seiner Freunde während eines gemeinsamen Aufenthaltes in den Bergen bei Geilo, dass der inzwischen 68-Jährige an frühzeitigen Ermüdungserscheinungen litt. Bei der Rückkehr nach Lysaker diagnostizierten die Ärzte eine Grippe, die später mit einer Venenentzündung einherging und ihn in den letzten Wochen seines Lebens ans Bett fesselte. Schließlich starb Nansen in einem Liegestuhl auf dem Balkon oberhalb der Südterrasse seines Hauses Polhøgda sitzend mit Blick auf den Oslofjord am 13. Mai 1930 an einem Herzinfarkt.
Nansens Sarg wurde vor der Einäscherung im Rahmen eines Staatsaktes am 17. Mai 1930 im Säulenportal der Universität Oslo aufgebahrt. Erst im Frühjahr 1937 erteilte das Ministerium für Kirche und Bildung der Familie die Erlaubnis, dem testamentarisch verfügten Wunsch Fridtjof Nansens nachzukommen, die Urne im Garten seines Anwesens Polhøgda zu bestatten. Seine Tochter Liv erinnerte sich, dass es bei der Zeremonie keine Grabreden gab, sondern nur Schuberts Streichquartett Der Tod und das Mädchen gespielt wurde, das zum Repertoire von Nansens Frau Eva gehört hatte. Unter den zahlreichen Ehrbekundungen war auch die des britischen Völkerbundpräsidenten Lord Robert Cecil, der insbesondere an die unermüdliche Arbeit Nansens für die internationale Organisation erinnerte: „Jede gute Sache fand seine Unterstützung. Er war ein furchtloser Friedensstifter, ein Freund der Gerechtigkeit, ein ständiger Anwalt für die Schwachen und Leidenden.“

## Nachwirkungen und Ehrungen

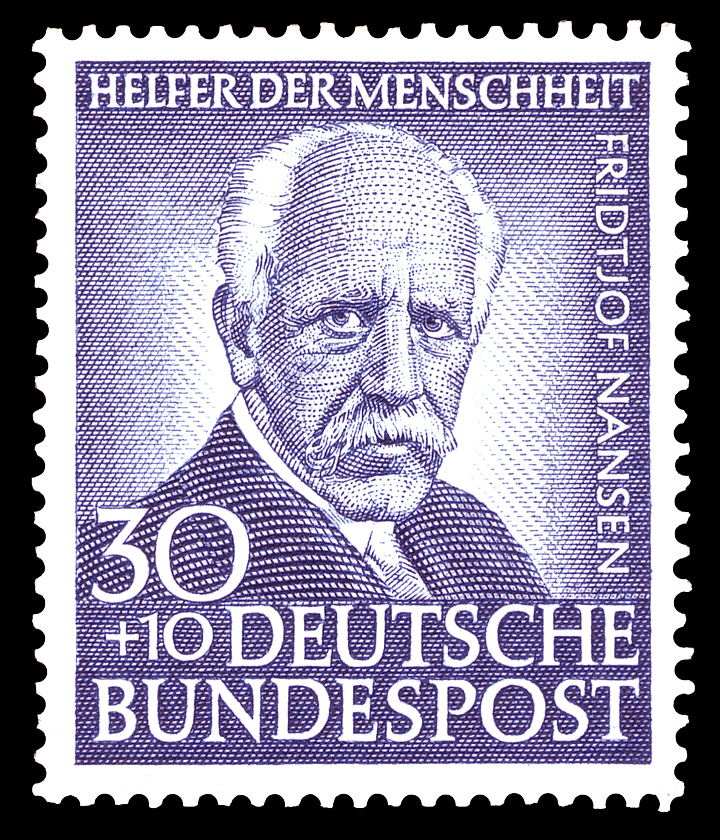
Westdeutsche Briefmarke (1953) der Serie Helfer der Menschheit

Nansens Leistungen waren wegbereitend in den unterschiedlichsten Disziplinen. In jungen Jahren war er unmittelbar an der Modernisierung des Skifahrens hin zu einer weit verbreiteten Sportart beteiligt. Seine hierbei erlangten Kenntnisse setzte er für seine Expeditionen ein, wodurch er die Techniken des polaren Reisens revolutionierte. Auf ihn geht die Entwicklung des nach ihm benannten Nansenschlittens und des später von der Firma Primus weiterentwickelten Kochers zurück. Zudem gilt Nansen als Erfinder der mehrlagigen Funktionsbekleidung nach dem Zwiebelschalenprinzip, welche die bis dahin bei Polarreisen traditionell verwendete schwerfällige Wollbekleidung ablöste. In den Naturwissenschaften wird er als einer der Väter der modernen Neurologie und als Vorreiter der damals noch jungen Ozeanographie angesehen.

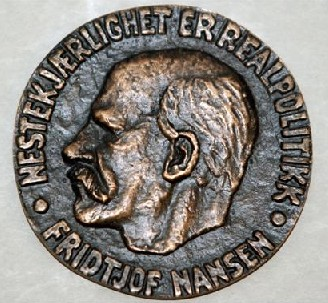
Die Nansen-Medaille

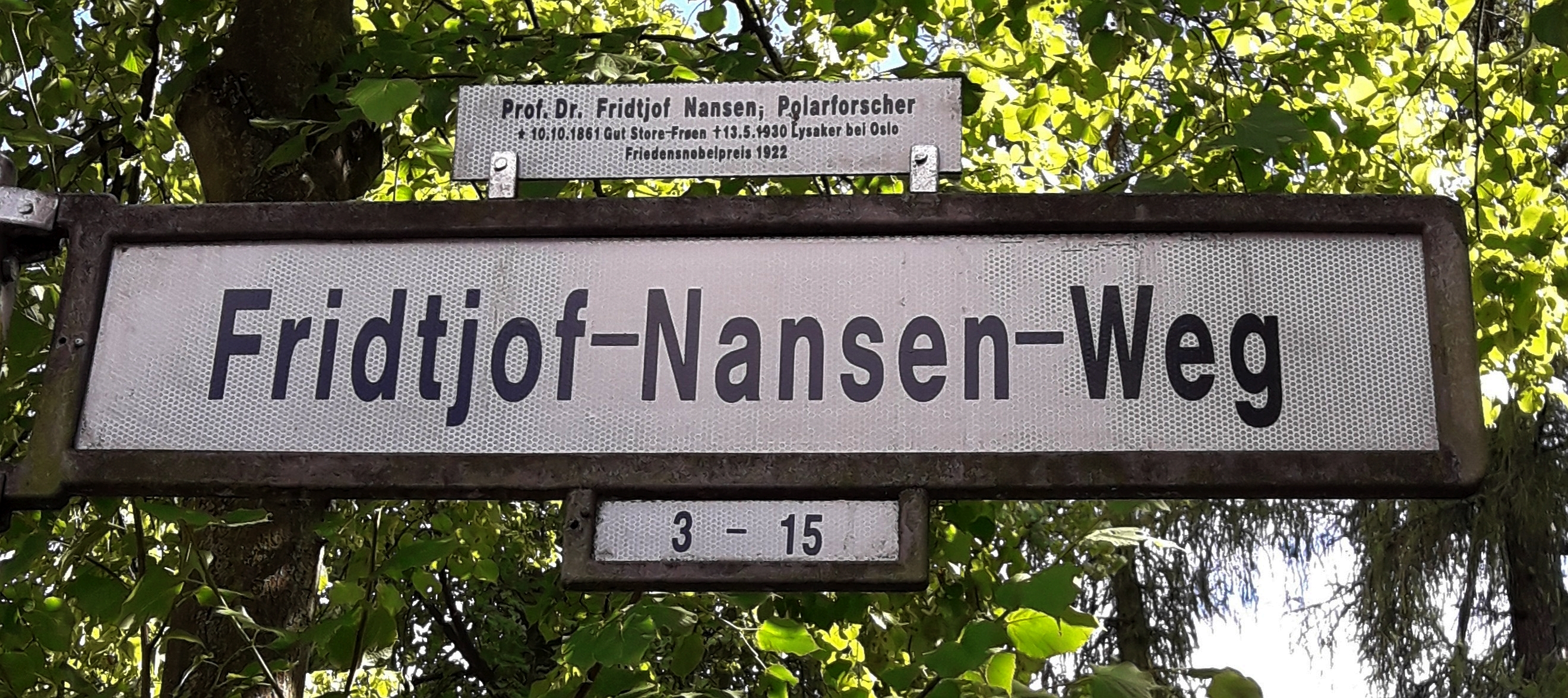
Göttingen, Fridtjof-Nansen-Weg

In seiner Zeit als Hochkommissar des Völkerbundes für Flüchtlingsfragen schuf er die Grundlagen für eine international anerkannte Rechtsstellung von Flüchtlingen. Unmittelbar nach seinem Tod wurde das nach ihm benannte Internationale Büro für Flüchtlinge gegründet, um sein Werk fortzusetzen. Bedeutende Leistungen dieser Organisation waren die Ratifizierung eines von 14 Staaten anerkannten Flüchtlingsabkommens im Jahr 1933, die Wiederansiedlung von 10.000 Armeniern in der Stadt Eriwan und die Aufnahme weiterer 40.000 Menschen dieser Volksgruppe durch Syrien und den Libanon. Obwohl das Büro bei der Unterbringung von Flüchtlingen aus Nazi-Deutschland und des Spanischen Bürgerkriegs an Fragen der Zuständigkeit und am Widerstand potenzieller Aufnahmestaaten nach allgemeiner Auffassung kläglich scheiterte, wurde ihm im Jahr 1938, 16 Jahre nach Nansen, ebenfalls der Friedensnobelpreis zuerkannt, was jedoch nicht die Auflösung der Organisation kurze Zeit später verhinderte. Die als Nachfolgeorganisation des Völkerbundes im Jahr 1945 gegründeten Vereinten Nationen verleihen jährlich seit 1954 den zunächst als Nansen-Medaille bezeichneten Nansen-Flüchtlingspreis. Die dotierte Auszeichnung wird durch den Hohen Flüchtlingskommissar der Vereinten Nationen an Einzelpersonen oder Gruppen vergeben, „um deren außergewöhnliche Hingabe an den Flüchtlingsschutz zu würdigen“.
Nansens Porträt ist in der von der norwegischen Zentralbank herausgegebenen vierten beziehungsweise fünften Banknotenserie auf der Vorderseite des 5-Kronen- (1955 bis 1963) beziehungsweise 10-Kronen-Scheins (1972 bis 1984), gültige Zahlungsmittel bis zum 13. Juli 1999, abgebildet.
Der deutsche Bundeskanzler Willy Brandt zitierte Nansen in seiner Dankesrede anlässlich des ihm am 10. Dezember 1971 verliehenen Friedensnobelpreises:

„Wir sind hier in Fridtjof Nansens Land. Auch im übertragenen Sinne gilt seine Mahnung: ‚Fort dere – før det er for sent å angre‘: Beeilt euch zu handeln, ehe es zu spät ist zu bereuen.“

Straßen, Plätze, Schulen, Sportvereine und andere Organisationen im In- und Ausland tragen Nansens Namen. Das Anwesen Polhøgda ist seit 1958 Sitz des Fridtjof-Nansen-Instituts, das sich mit globalen Umweltfragen und solchen zum Energie- und Ressourcenverbrauch auseinandersetzt. Zudem wurde eine Reihe geographischer Objekte nach ihm benannt. Zu ihnen zählen:
- Mount Nansen (62° 6′ N, 137° 18′ W) im kanadischen Yukon-Territorium,[225]
- Mount Nansen (74° 33′ S, 162° 36′ O) und die Nansen-Eistafel (74° 53′ S, 163° 10′ O) im antarktischen Viktorialand,[226]
- Mount Fridtjof Nansen (85° 21′ S, 167° 33′ W) im antarktischen Königin-Maud-Gebirge,[227]
- der Nansen-Berg (russisch Гора Нансена, transkr.: Gora Nansena; 74° 40′ N, 56° 21′ O) auf Nowaja Semlja,[228]
- Pik Nansen (42° 9′ N, 79° 38′ O) im Tian-Shan-Gebirge im Osten Kirgisistans
- die Nansen-Insel (64° 35′ S, 62° 6′ W) an der Westküste der Antarktischen Halbinsel,[226]
- die der Taimyrhalbinsel vorgelagerte Nansen-Insel (russisch Остров Нансена, transk.: Ostrow Nansena; 76° 12′ N, 94° 45′ O),
- die zu Franz-Josef-Land gehörige Nansen-Insel (russisch Остров Нансена, transk.: Ostrow Nansena; 80° 30′ N, 54° 13′ O),[229]
- das Kap Nansen (72° 9′ N, 104° 57′ W) an der Ostküste der nordkanadischen Victoria-Insel,[230]
- das Kap Nansen (68° 13′ N, 29° 25′ W) an der Ostküste Grönlands,[231]
- das Kap Nansen (79° 11′ N, 17° 46′ W), das Nordkap der größten der Norske Øer im Nordost-Grönland-Nationalpark,[232]
- das Kap Nansen (russisch Мыс Нансена, transk.: Mys Nansena; 80° 28′ N, 47° 26′ O) an der Ostküste von Prinz-Georg-Land im Archipel Franz-Josef-Land,[233]
- die Nansen-Nunataks (81° 23′ N, 33° 45′ W) in Nordgrönland,[234]
- der Nansen Sound (81° 0′ N, 90° 35′ W), eine Wasserstraße zwischen Ellesmere Island und Axel Heiberg Island,[235]
- das Nansen-Becken (84° 30′ N, 75° 0′ O) in der Grönlandsee,
- der Nansen-Gakkel-Rücken (84° 30′ N, 5° 0′ O) im Arktischen Ozean,
- der Nansengletscher (norwegisch Nansenbreen; 78° 23′ N, 13° 54′ O)[236] und der Nansenpass (norwegisch Nansenpasset; 78° 26′ N, 13° 40′ O)[237] auf der Insel Spitzbergen,
- das Fridtjof Nansens Land, das 1932/33 norwegisch besetzte Gebiet im Südosten Grönlands
- und vermutlich auch die Fridtjof-Insel (64° 35′ S, 63° 21′ W) im antarktischen Palmer-Archipel.

Auch der Name des Asteroiden (853) Nansenia leitet sich von Fridtjof Nansen ab, ebenso der Mondkrater Nansen.
Mehrere Schiffe sind beziehungsweise waren nach ihm benannt, unter anderem das norwegische Küstenwach- und Fischereischutzschiff Fridtjof Nansen, das norwegische Forschungsschiff Dr. Fridtjof Nansen, der deutsche Großtoppsegelschoner Fridtjof Nansen und die erste von fünf norwegischen Fregatten der Fridtjof-Nansen-Klasse, die Fridtjof Nansen.
Die norwegische Regierung unter Ministerpräsident Jens Stoltenberg erklärte das Jahr 2011, in dem sich Nansens Geburtstag zum 150. Mal und das erstmalige Erreichen des Südpols durch Roald Amundsen zum 100. Mal jährten, offiziell zum „Nansen-Amundsen-Jahr“. Mit zahlreichen Veranstaltungen und Ausstellungen wurde an Leben und Werk beider Polarforscher erinnert.

## Zitierte Literatur

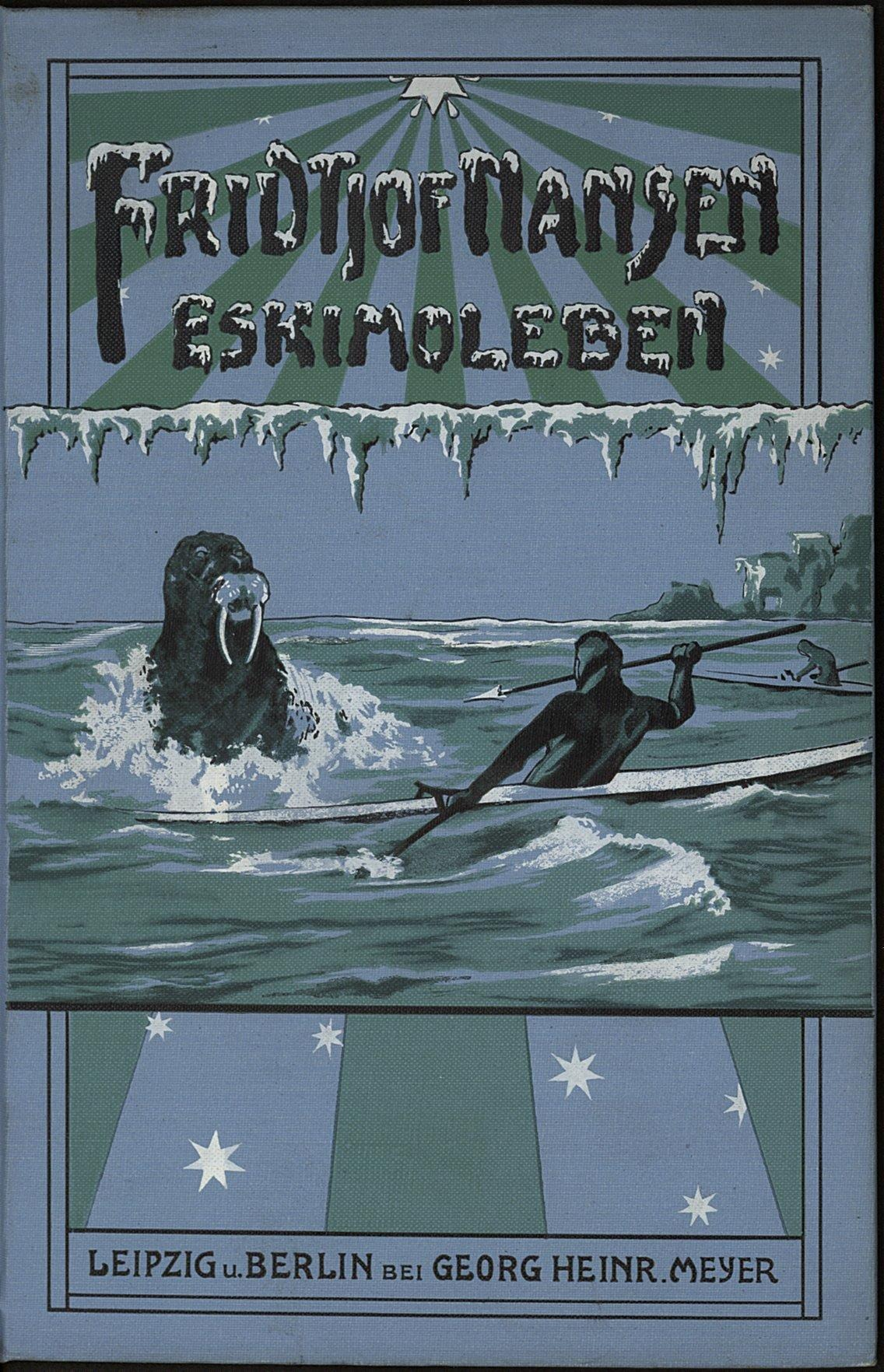
Titelbild zu Eskimoleben (deutsche Ausgabe von 1903)

### Nansen-Biografien
- W. C. Brögger, Nordahl Rolfson: Fridtjof Nansen 1861–1893. Longmans, Green & Co., London, New York & Bombay 1896 (Online im Internet Archive [abgerufen am 5. Oktober 2011]).
- Eugen von Enzberg: Nansens Erfolge. Fußingers Buchhandlung, Berlin 1897.
- Roland Huntford: Nansen. Abacus, London 2001, ISBN 0-349-11492-7.
- Ernest Edwin Reynolds: Nansen. Geoffrey Bles, London 1932.
- J. M. Scott: Fridtjof Nansen. Heron Books, Sheridan 1971.
- Jon Sørensen: Fridtjof Nansens Saga. Jacob Dybward Forlag, Oslo 1931.
- Stefan Wack: Fridtjof Nansen als Neurohistologe. In: Würzburger medizinhistorische Mitteilungen. Band 9, 1991, S. 363–376.

### Expeditionsberichte
- Roald Amundsen: The South Pole. Vol. II. John Murray, London 1912 (Online im Internet Archive [abgerufen am 15. November 2010]).
- Pierre Berton: The Arctic Grail. Viking Penguin, New York 1988, ISBN 0-670-82491-7.
- Wally Herbert: The Noose of Laurels. Hodder & Stoughton, London 1989, ISBN 0-340-41276-3.
- Fergus Fleming: Ninety Degrees North. Granta Publications, London 2002, ISBN 1-86207-535-2 (eingeschränkte Vorschau in der Google-Buchsuche [abgerufen am 24. November 2011]).
- Fridtjof Nansen: The first crossing of Greenland. Longmans, Green & Co., London, New York, Bombay, Kalkutta & Madras 1919 (Online im Internet Archive [abgerufen am 5. Oktober 2011]).
- Fridtjof Nansen: In Nacht und Eis. Bände I und II. Brockhaus, Leipzig 1897 (Band I und Band II online im Internet Archive [abgerufen am 24. Januar 2012]).
- Diana Preston: A First Rate Tragedy. Constable & Co., London 1997, ISBN 0-09-479530-4 (eingeschränkte Vorschau in der Google-Buchsuche [abgerufen am 24. November 2011]).
- Beau Riffenburgh: Nimrod. Bloomsbury Publications, London 2005, ISBN 0-7475-7253-4.

### Sonstiges
- Otto Arnold Delphin Amundsen: Den Kongelige norske Sankt Olavs Orden, 1847–1947. Grøndahl & Søns, Oslo 1947.
- Kenneth J. Bertrand, Fred G. Alberts: Geographic Names of Antarctica. U.S. Govt. Print. Off., Washington 1956 (Online im Internet Archive [abgerufen am 5. Oktober 2011]).
- Karen E. Cullen: Marine Science. Chelsea House, New York 2006, ISBN 0-8160-5465-7 (eingeschränkte Vorschau in der Google-Buchsuche [abgerufen am 9. Februar 2012]).
- Heinz Duchhardt (Hrsg.): Jahrbuch für Europäische Geschichte. Band 5. Oldenbourg, München 2004, ISBN 3-486-56841-8 (eingeschränkte Vorschau in der Google-Buchsuche [abgerufen am 21. Januar 2012]).
- Roland Huntford: Two Planks and a Passion: The Dramatic History of Skiing. Continuum International Publishing, London 2008, ISBN 978-1-4411-3401-1 (eingeschränkte Vorschau in der Google-Buchsuche [abgerufen am 9. Februar 2012]).
- Frederick Pollok: The League of Nations. Clark, New Jersey 2003, ISBN 978-1-58477-247-7.